# Siedlce
Siedlce – miasto na prawach powiatu we wschodniej Polsce w województwie mazowieckim, na Podlasiu Południowym, pomiędzy rzekami Muchawką i Helenką, historycznie należało do ziemi łukowskiej (Małopolska). Siedziba rzymskokatolickiej kurii diecezji siedleckiej. Miasto stanowi lokalne i ponadlokalne centrum gospodarcze (rozwinięty handel, usługi i przemysł), edukacyjne (szkoły wyższe m.in. uniwersytet, seminarium duchowne i 10 szkół średnich, szkoła muzyczna I i II stopnia) i kulturalne (2 domy kultury, teatr, 4 biblioteki i 3 muzea).
Według danych GUS z 31 grudnia 2024 r., Siedlce liczyły 74 780 mieszkańców i były pod względem liczby ludności czwartym (po Warszawie, Radomiu oraz Płocku) miastem w województwie mazowieckim, a także 46. spośród najludniejszych miast w Polsce.

## Położenie

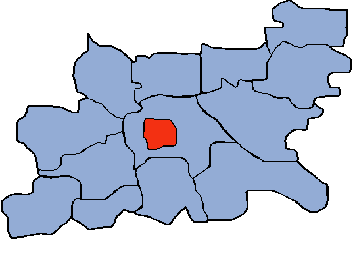
Miasto Siedlce i powiat siedlecki

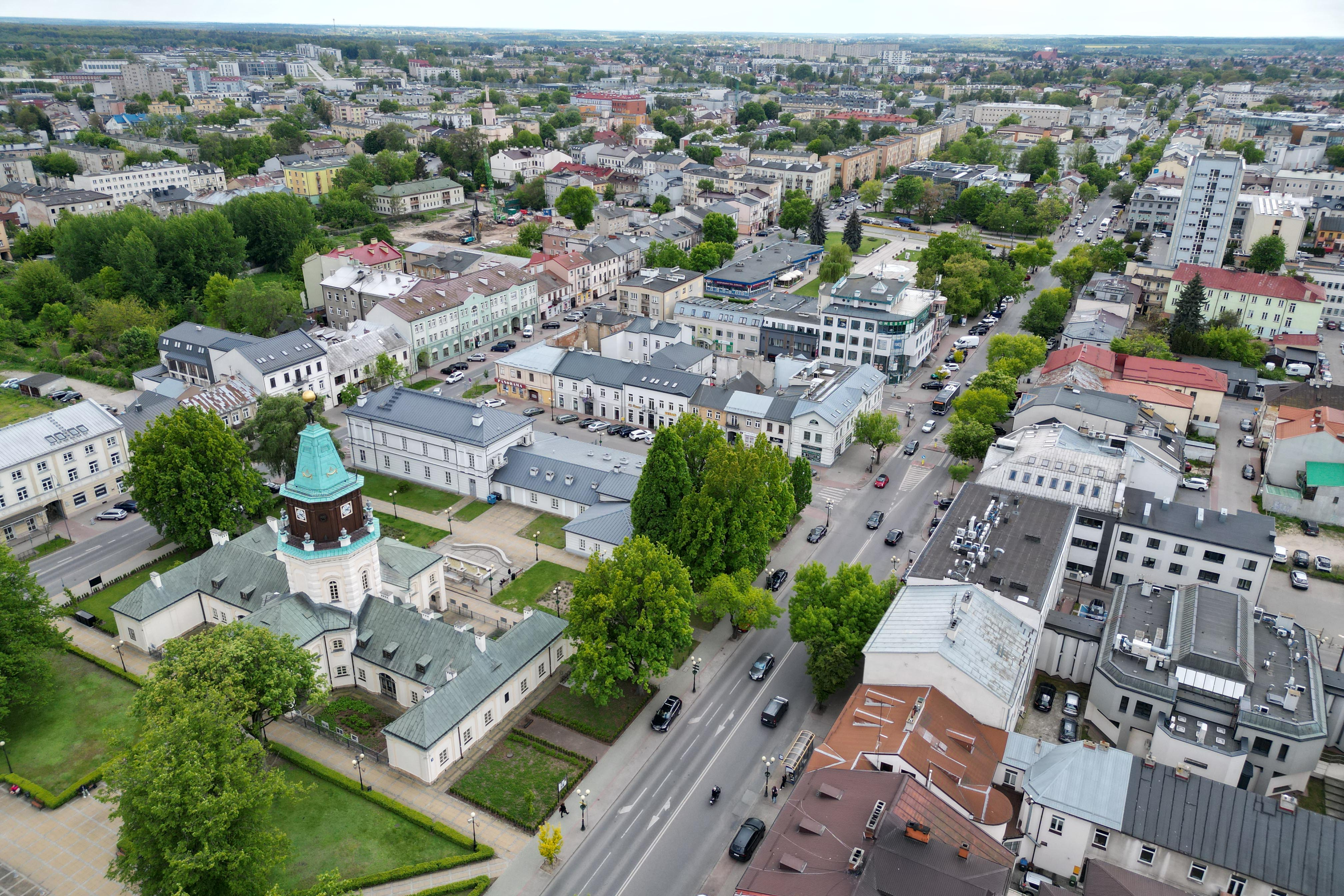
Główna dzielnica Siedlec - Śródmieście

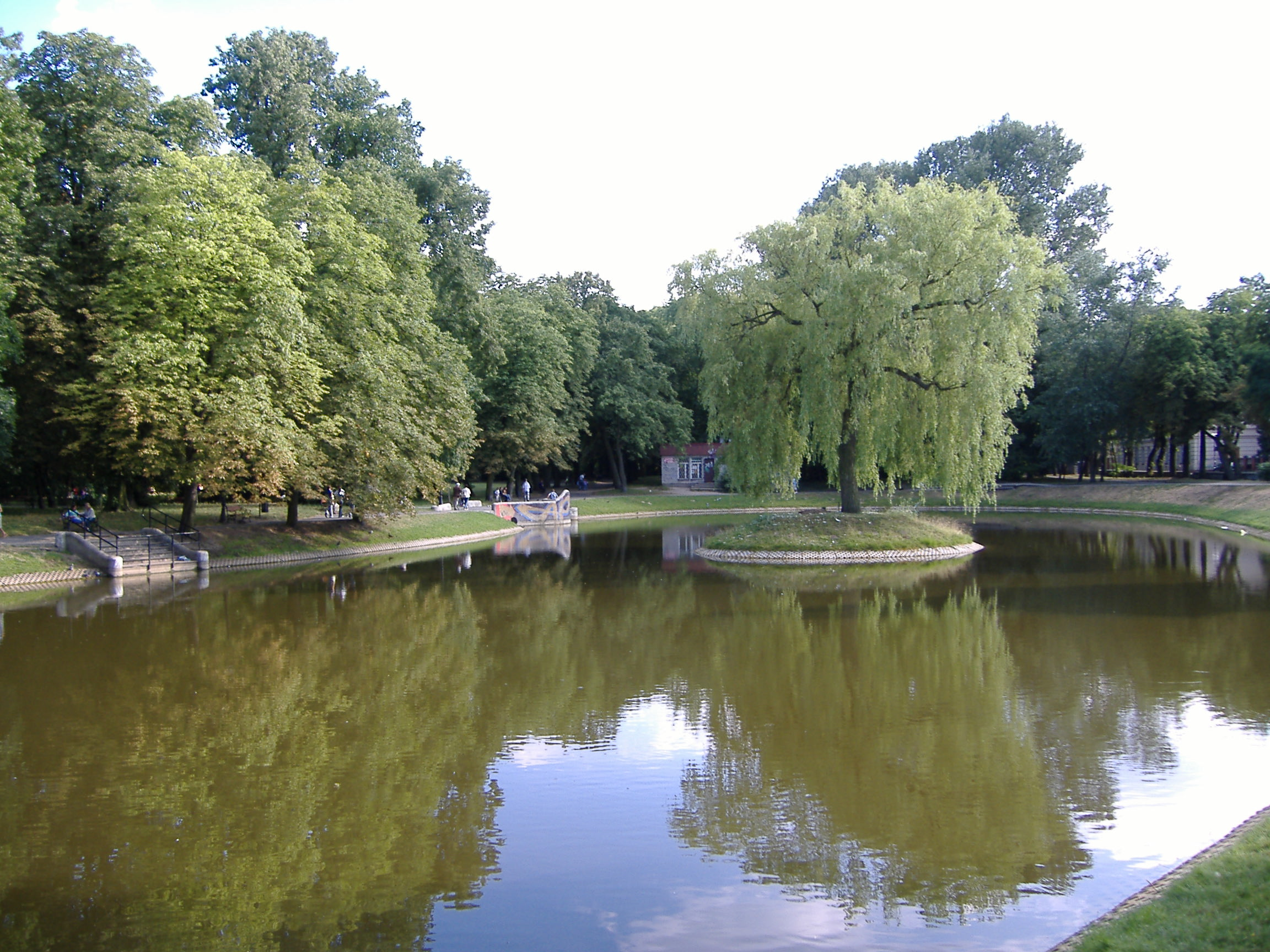
Staw w Parku Miejskim Aleksandria

Siedlce leżą na Wysoczyźnie Siedleckiej, która geograficznie jest częścią Niziny Południowopodlaskiej; między rzekami Muchawka i Helenka i zajmują powierzchnię 3186 ha.
Miasto położone jest w odległości:
- 92 km od Warszawy, w tym 53 km od Mińska Mazowieckiego (kierunek zachodni).
- 103 km od Terespola, w tym 41 km od Międzyrzeca Podlaskiego i 65 km od Białej Podlaskiej (kierunek wschodni).
- 125 km od Lublina w tym 30 km od Łukowa i 57 km od Radzynia Podlaskiego (kierunek południowy).
- 160 km od Białegostoku, w tym 17 km od Mordów, 32 km od Łosic i 64 km od Siemiatycz (kierunek północno-wschodni).
- 129 km od Łomży, w tym 30 km od Sokołowa Podlaskiego i 102 km od Zambrowa (kierunek północny).

## Środowisko naturalne

### Przyroda
Głównym typem zieleni są tereny parkowe reprezentowane przez Park Miejski „Aleksandria” (w centrum miasta) i „Stary Park” (tereny między ul. B. Prusa i ul. gen. J. Bema); oraz tereny leśne – Las Sekulski (Sekuła). Występują także skwery i tereny zielone (m.in. skwer Wileński, skwer im. T. Kościuszki, skwer Niepodległości, tereny wokół Amfiteatru, Błonia Siedleckie, tereny przy Zalewie Miejskim). Dodatkowo po całym mieście rozrzucone są kompleksy ogrodów działkowych.
Na terenie miasta znajduje się 15 pomników przyrody.

### Klimat
| Miesiąc                          | Sty  | Lut  | Mar  | Kwi  | Maj  | Cze  | Lip  | Sie  | Wrz  | Paź  | Lis  | Gru  |
| -------------------------------- | ---- | ---- | ---- | ---- | ---- | ---- | ---- | ---- | ---- | ---- | ---- | ---- |
| Średnie temperatury w dzień [°C] | -1   | 1    | 6    | 13   | 19   | 22   | 23   | 23   | 18   | 12   | 4    | 1    |
| Średnie temperatury w nocy [°C]  | -4   | -4   | -2   | 3    | 8    | 11   | 12   | 12   | 8    | 4    | 0    | -3   |
| Opady [mm]                       | 16.5 | 18.5 | 22.1 | 26.7 | 34.8 | 52.8 | 50.3 | 42.7 | 39.1 | 22.1 | 25.9 | 22.6 |
| Źródło: msn weather 16.12.2008   |      |      |      |      |      |      |      |      |      |      |      |      |

W Siedlcach w dniu 11 stycznia 1940 r. odnotowano najniższą w Polsce minimalną temperaturę dobową powietrza: -41 °C.

## Demografia
Pod względem liczby ludności Siedlce są 46. miastem w Polsce, a w województwie mazowieckim zajmują 4. lokatę (po Warszawie, Radomiu i Płocku). Pod względem gęstości zaludnienia zajmują 10. pozycję na Mazowszu, a w Polsce 34. (2347 os./km²).
Według danych GUS z 31 grudnia 2021 r. Siedlce liczyły 76 005 osób: 35 964 mężczyzn i 40 041 kobiet.
| Rok  | Liczba ludności |
| ---- | --------------- |
| 1810 | 2738            |
| 1840 | 5800            |
| 1865 | 9466            |
| 1897 | 20 826          |
| 1911 | 21 949          |
| 1939 | 41 294          |
| 1944 | 27 584          |
| 1950 | 25 322          |
| 1960 | 32 587          |
| 1970 | 39 280          |
| 1980 | 54 821          |
| 1990 | 71 963          |
| 1995 | 74 575          |
| 2000 | 76 454          |
| 2005 | 77 056          |
| 2010 | 76 303          |
| 2019 | 78 185          |
| 2020 | 77 813          |
| 2021 | 76 005          |

Struktura demograficzna mieszkańców Siedlec według danych z 31 grudnia 2012:
| Opis                                | Ogółem | Ogółem | Kobiety | Kobiety | Mężczyźni | Mężczyźni |
| ----------------------------------- | ------ | ------ | ------- | ------- | --------- | --------- |
| Jednostka                           | osób   | %      | osób    | %       | osób      | %         |
| Populacja                           | 76 393 | 100    | 40 236  | 52,67   | 36 157    | 47,33     |
| Wiek przedprodukcyjny (0–17 lat)    | 14 366 | 18,81  | 6917    | 9,05    | 7449      | 9,75      |
| Wiek produkcyjny (18–65 lat)        | 49 379 | 64,64  | 24 397  | 31,94   | 24 982    | 32,7      |
| Wiek poprodukcyjny (powyżej 65 lat) | 12 648 | 16,56  | 8922    | 11,68   | 3726      | 4,88      |

Największą populację Siedlce odnotowały 31 grudnia 2019r. - według danych GUS 78 185 mieszkańców.

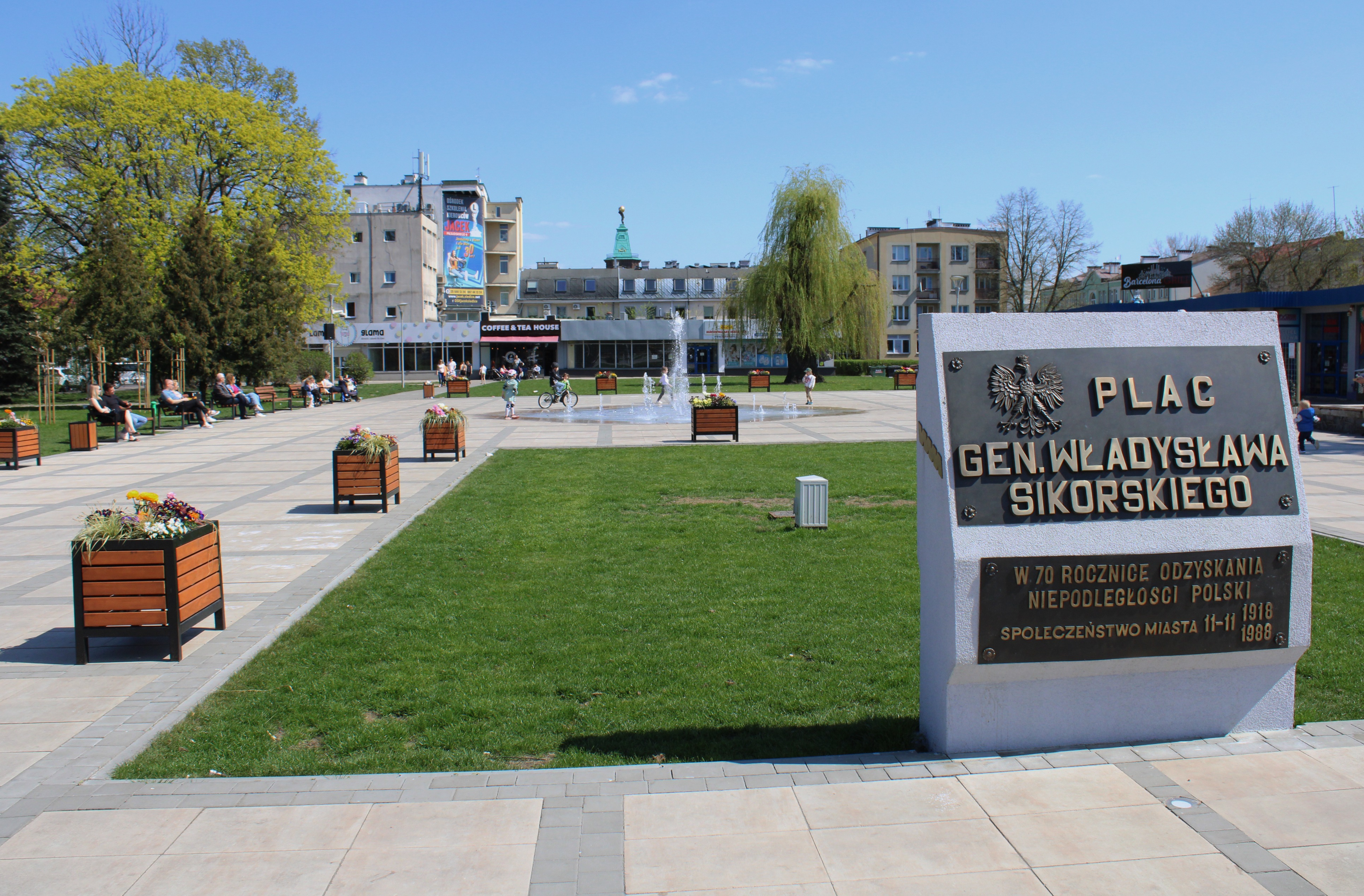
Plac gen. Władysława Sikorskiego

Piramida wieku mieszkańców Siedlec w 2014 roku.

## Historia
Była stolica:

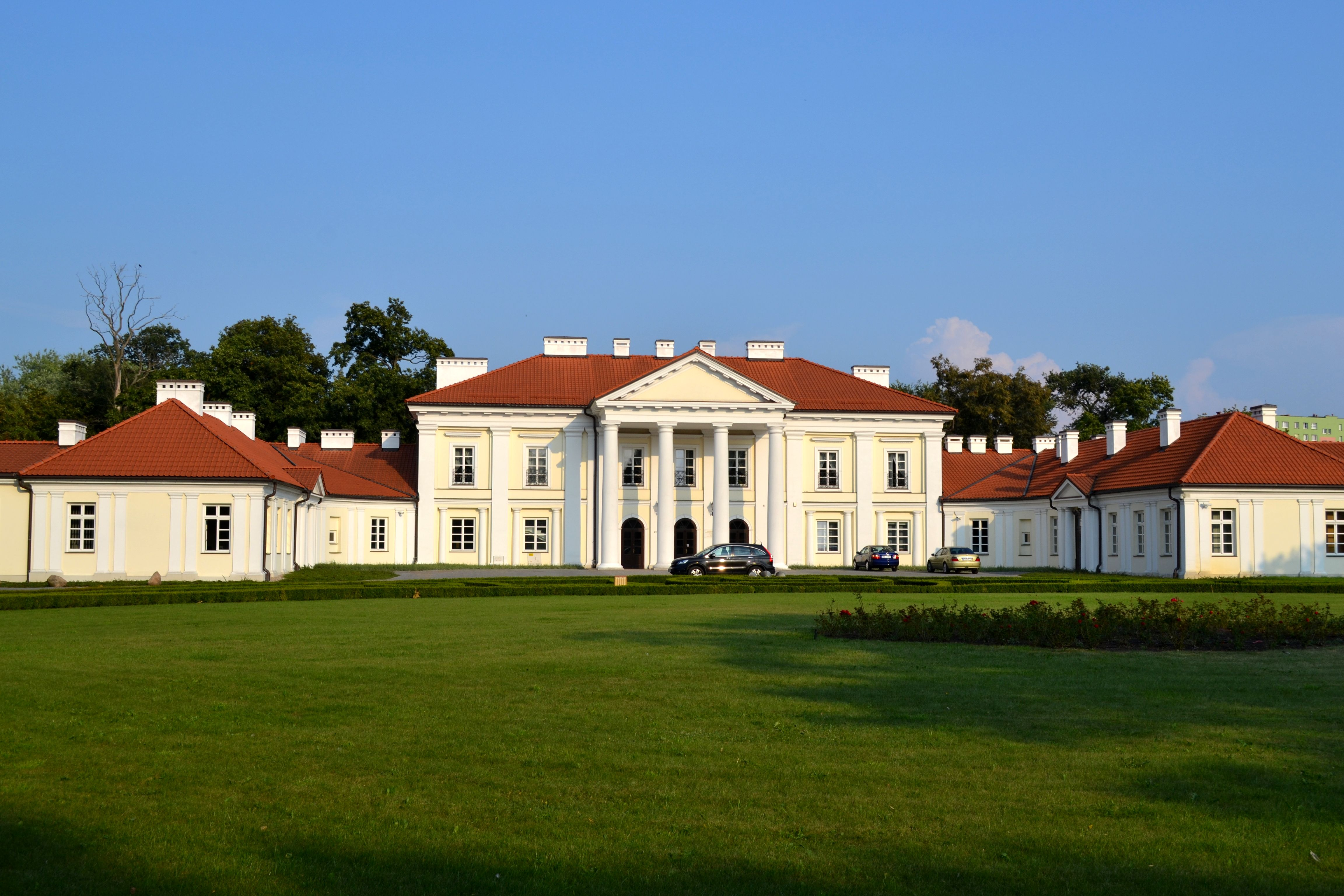
Pałac Ogińskich

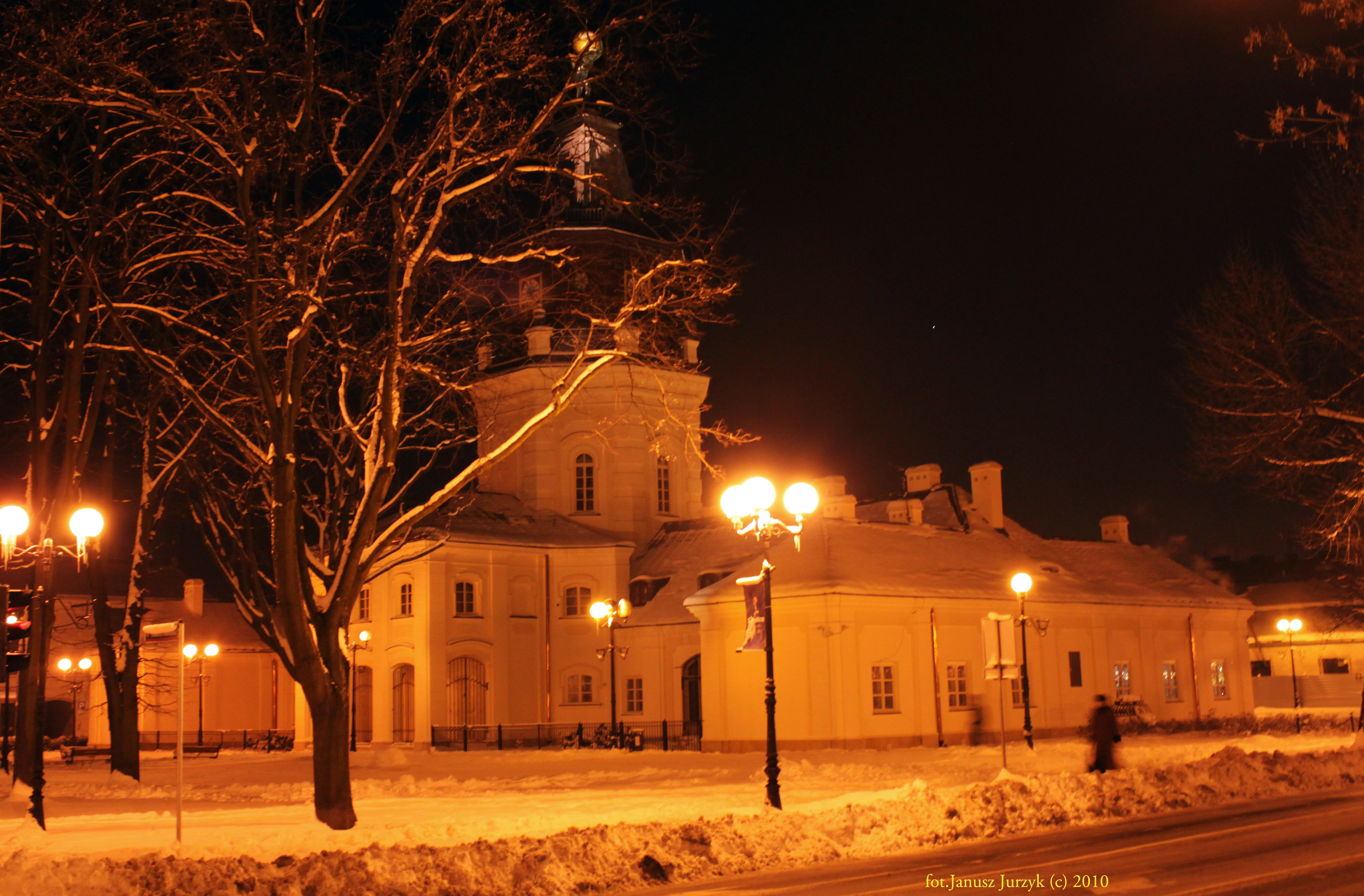
Ratusz w Siedlcach nocą siedziba Muzeum Regionalnego

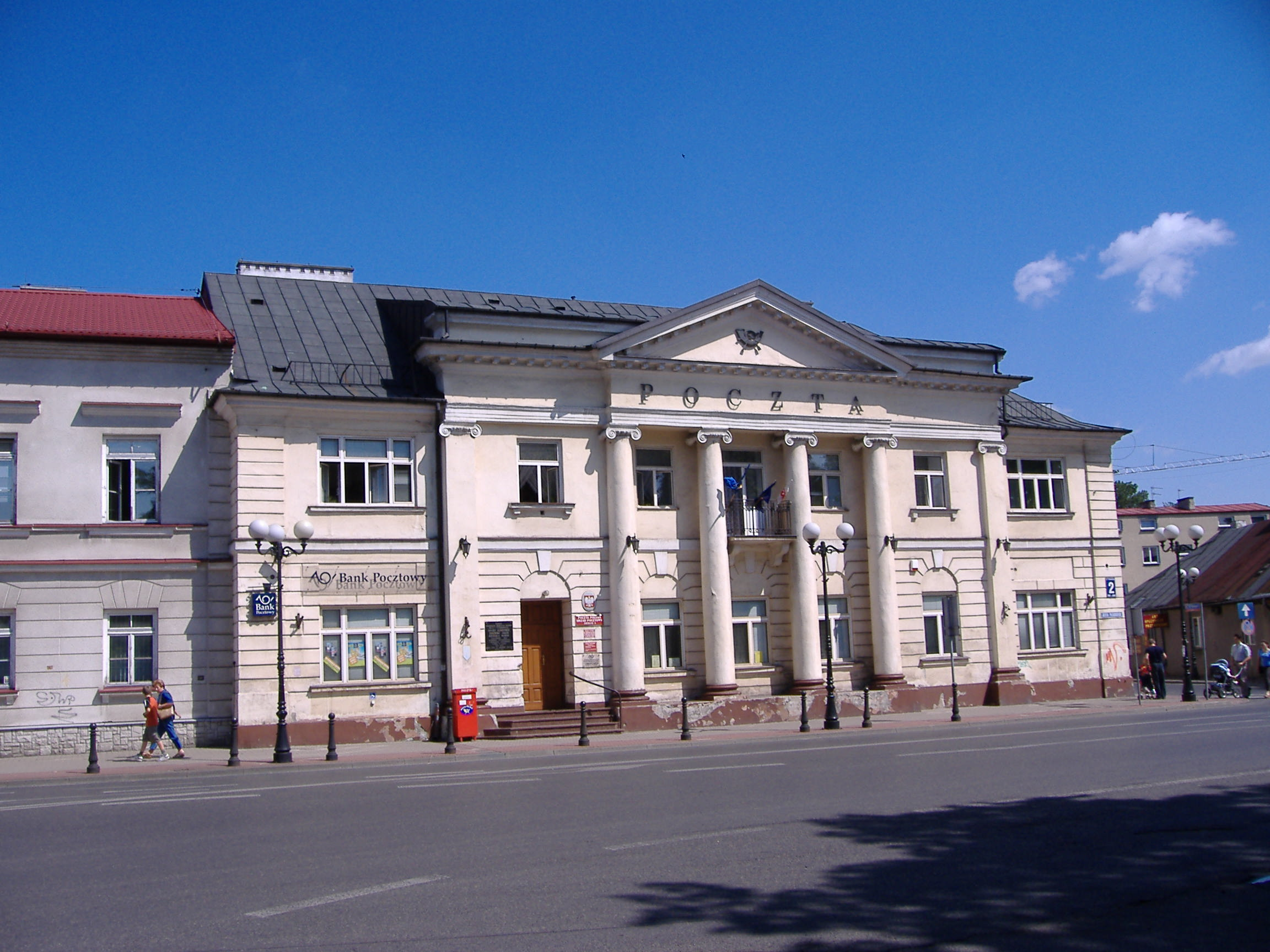
Poczta Polska w Siedlcach

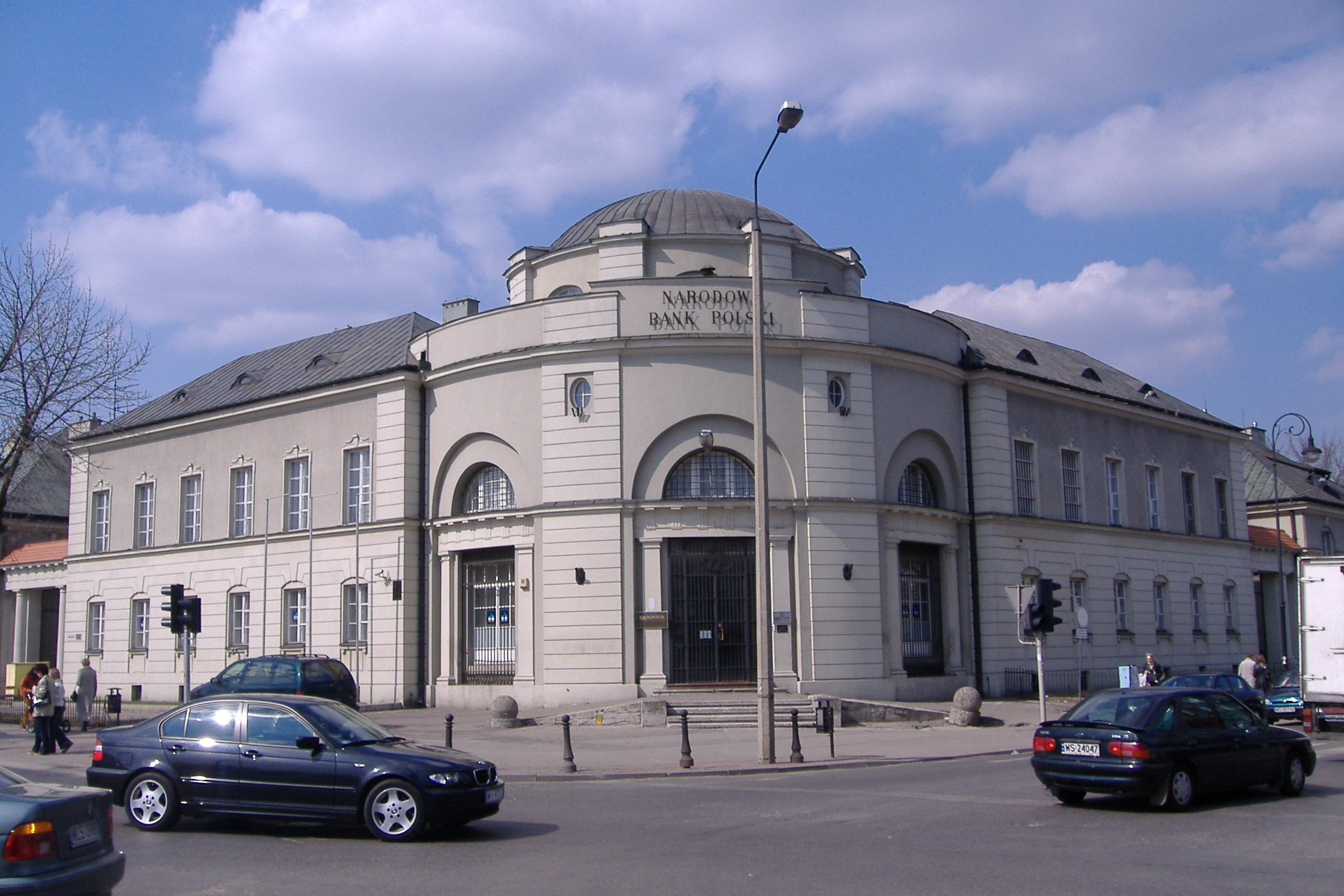
Przedwojenny budynek Banku Polskiego w Siedlcach, obecnie oddział BZ WBK

- departamentu siedleckiego (w latach 1810–1815)[13]
- województwa podlaskiego (w latach 1816–1837)[13]
- guberni podlaskiej (w latach 1837–1844)[13]
- guberni siedleckiej (w latach 1867–1912)[13]
- województwa siedleckiego (w latach 1975–1998)[13]

Najstarszy przekaz o miejscowości Siedlce pochodzi z 1448 r. Była to najbardziej wysunięta na północ część małopolskiej ziemi łukowskiej, wchodzącej w skład województwa sandomierskiego, a od 1474 r. – województwa lubelskiego. Prawa miejskie na prawie magdeburskim Siedlce otrzymały 15 stycznia 1547 r. Prywatne miasto szlacheckie położone było w drugiej połowie XVI wieku w ziemi łukowskiej województwa lubelskiego. W pierwszym stuleciu swego istnienia miasto przeżywało dynamiczny rozwój. Obszar Siedlec wzrósł pięciokrotnie, rosła liczba mieszkańców, przybywało kupców i rzemieślników. Rozwój ten przerwały w połowie XVII w. wojny. Odrodzenie miasta nastąpiło za Aleksandry Ogińskiej z rodu Czartoryskich. Dzięki niej miasto stało się jednym z ważniejszych ośrodków życia towarzyskiego i kulturalnego w Polsce. Na przedstawienia teatralne była zapraszana elita z całego kraju. Wśród licznych gości był król, Stanisław August Poniatowski. W czasie zaborów mieszkańcy brali czynny udział w powstaniach. Odzyskanie niepodległości w 1918 r. pozwoliło ponownie rozwinąć się Siedlcom.
W okresie dwudziestolecia międzywojennego Siedlce – jeden z głównych ośrodków województwa lubelskiego – stanowiły ośrodek handlu i rzemiosła (krawiectwo i szewstwo). Siedlce były największym rynkiem pracy w regionie. Miasto miało dobre zaplecze oświatowe z publicznymi szkołami średnimi z wykształceniem ogólnokształcącym i zawodowym.
Pod koniec września 1939 r. Siedlce zostały na krótko zajęte przez wojska sowieckie (np. rejon dworca kolejowego), skąd po kilku dniach wycofały się na linię ustaloną paktem. W czasie II wojny światowej Siedlce były rejonem działań partyzanckich AK, BCh i NSZ. Podczas okupacji hitlerowskiej, 2 sierpnia 1941 roku Niemcy utworzyli getto dla żydowskich mieszkańców. Przebywało w nim około 13000 Żydów. 25 listopada 1942 zostali wywiezieni do obozu zagłady Treblinka II i tam zamordowani.

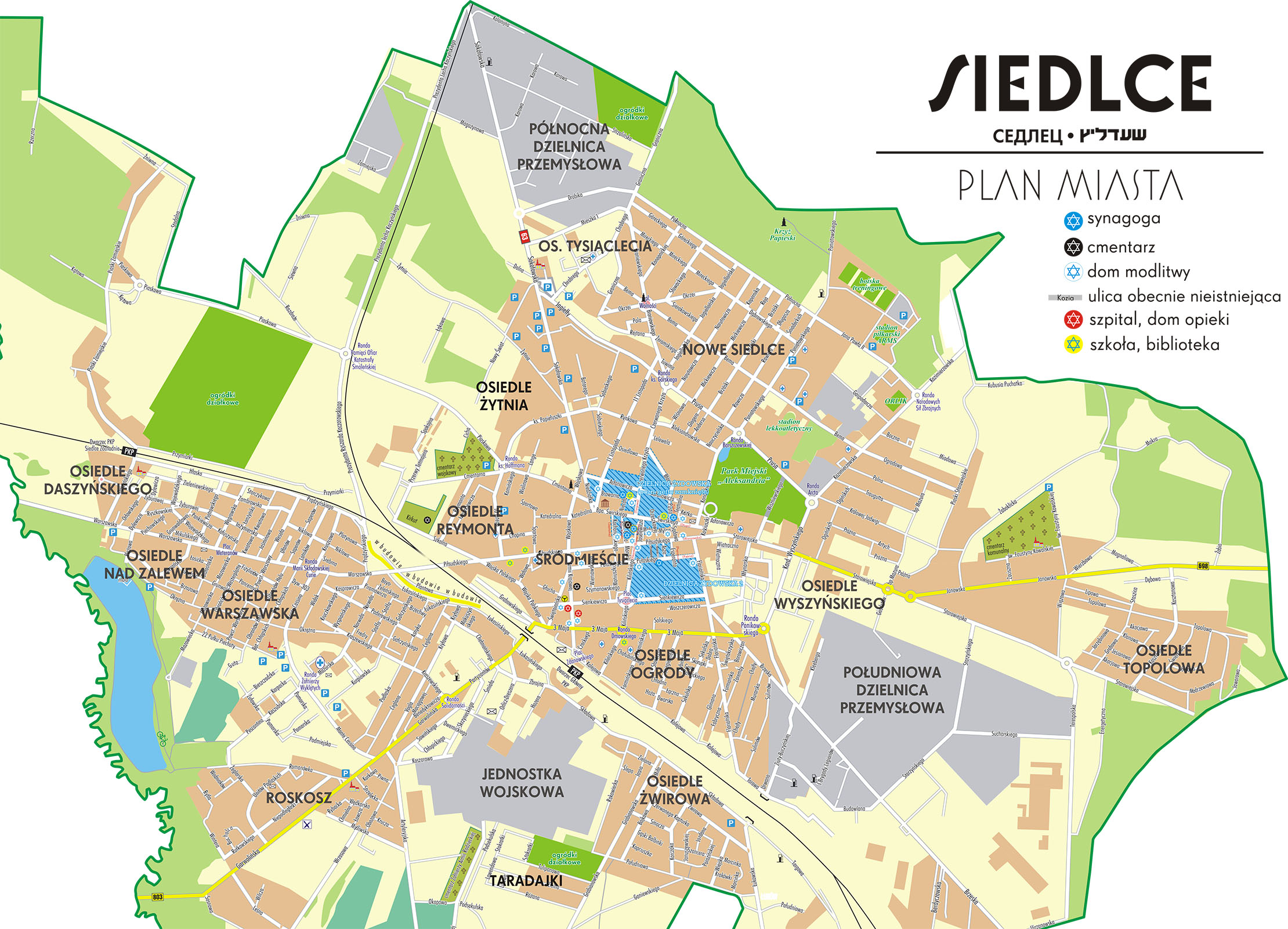
Getto w Siedlcach

11 stycznia 1940 odnotowano najniższą temperaturę w Polsce wynoszącą -41.0 °C Od 1941 roku istniał tu obóz dla jeńców radzieckich. Miasto zostało zdobyte w wyniku walk toczonych w dniach 24–31 lipca 1944 r. przez oddziały radzieckie I Frontu Białoruskiego. Okres wojny przyniósł ogromne zniszczenia zabudowy miasta. Prawie połowa budynków legła w gruzach. Zniszczone zostało centrum miasta.
W 1969 r. rozpoczęła działalność Wyższa Szkoła Nauczycielska, obecnie Uniwersytet w Siedlcach. W latach siedemdziesiątych wybudowano kilka znaczących zakładów przemysłowych. W 1999 roku Siedlce odwiedził papież Jan Paweł II, 26 marca 2009 prezydent Lech Kaczyński, a 23 czerwca 2017 prezydent Lech Wałęsa.

## Zabytki
- Zespół pałacowo-ogrodowy
  - Pałac Ogińskich z I poł. XVIII w.
  - Oficyna pałacowa
  - Pawilon ogrodowy
  - Park miejski Aleksandria
- Ratusz miejski Jacek
- Kaplica pw. św. Krzyża z II poł. XVIII w.
- Kościół katedralny pw. Niepokalanego Poczęcia NMP
- Budynek Gimnazjum
- Klasycystyczny budynek teatru (obecnie Urząd stanu cywilnego)
- Barokowo-klasycystyczny kościół pw. Św. Stanisława BM
- Późnobarokowa plebania z II poł. XVIII w.
- Odwach
- Klasycystyczny budynek Poczty Polskiej
- Zabytkowa kamienica przy ul. Floriańskiej 5
- Kościół garnizonowy pw. Najświętszego Serca Pana Jezusa
- Siedziba Kurii Biskupiej
- Budynek Narodowego Banku Polskiego
- Kolumna toskańska
- Obelisk zwieńczony popiersiem Tadeusza Kościuszki
- Pomnik Niepodległości, poświęcony pamięci Marszałka Józefa Piłsudskiego
- Lapidarium
- Pomnik Wolności – wysadzony w 1941 r. przez Niemców, zrekonstruowany w 2010 r.

Lista nieistniejących obiektów historycznych:

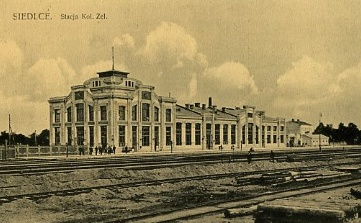
Zdjęcie przedwojennego dworca autorstwa Adolfa Gancwol-Ganiewskiego

- Nowy ratusz – zbombardowany w 1939 r. przez Niemców
- Synagoga – spalona w 1939 r. przez Niemców
- Brama-dzwonnica – zburzona w 1941 r. przez Niemców
- Przedwojenny dworzec PKP – doszczętnie spalony w 1944 r. podczas zaciekłej obrony Niemców, po wojnie odbudowany w nowym kształcie, następnie, w roku 1999, przebudowany w formie pseudohistorycznej, jednak bez dbałości o dawny wygląd
- Rynek miejski – obecnie plac dworca autobusowego
- Teatr letni – rozebrany przez Niemców podczas drugiej wojny światowej

## Gospodarka

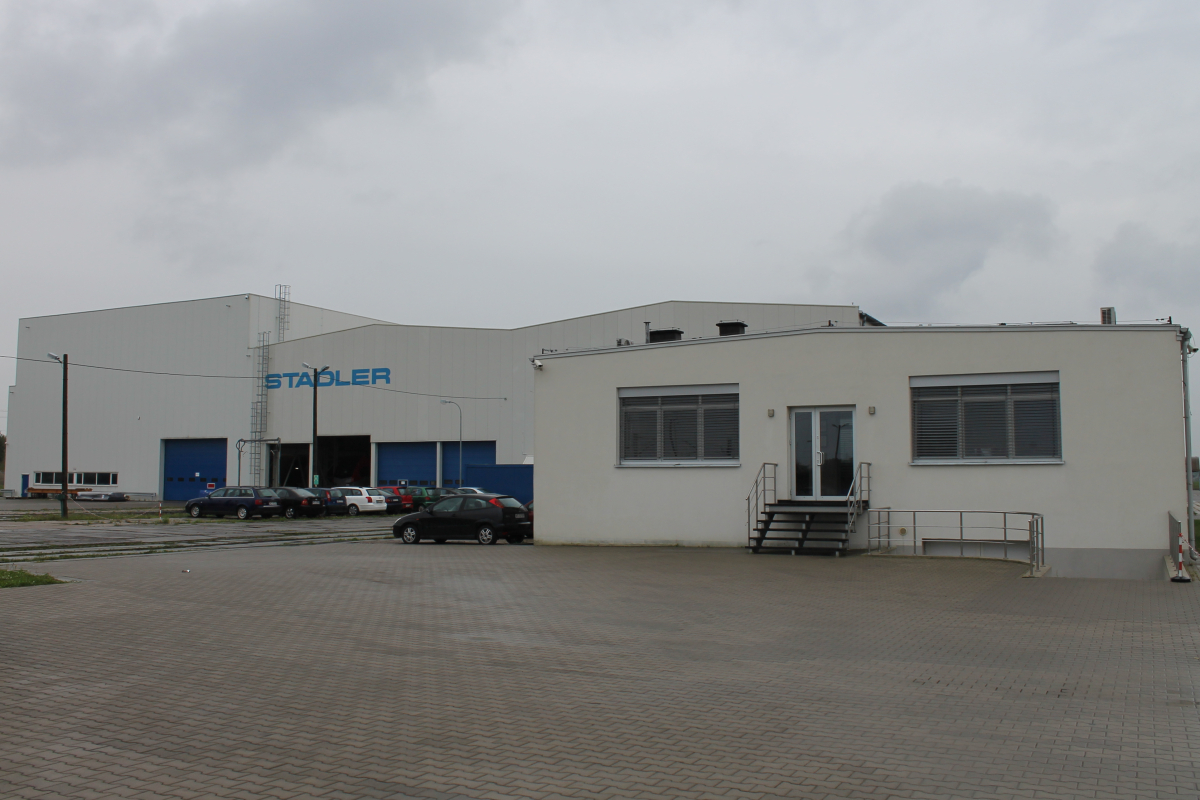
Zakład Stadler Polska w Siedlcach

### Charakterystyka gospodarki
W części miejscowości działało Państwowe Gospodarstwo Rybackie Siedlce.
W końcu 2006 r. w mieście zarejestrowanych było 7734 podmiotów gospodarczych, w tym 7496 firm z sektora prywatnego (96,6%). Dominuje sektor handlowy (łącznie z usługami naprawczymi, 2629 podmiotów), a następnie obsługi nieruchomości i firm (1224), przetwórstwa przemysłowego (610) i budownictwa (578).
Swoje siedziby mają tutaj deweloperzy działający zarówno na rynku lokalnym, jak i w Warszawie. W mieście jest 578 firm budowlanych.
W mieście jest 11 hoteli, oraz wiele punktów gastronomicznych od restauracji po tanie puby (163 podmioty).
Największym przedstawicielem lokalnego przemysłu i usług jest spółka Polimex-Mostostal S.A. – producent lekkich konstrukcji stalowych, oraz wykonawca robót budowlanych w Polsce i za granicą.
Działa tu również spółka Stadler Polska produkująca zespoły trakcyjne FLIRT i GTW, a także elektrociepłownia gazowa dostarczająca prąd i ciepło do mieszkań na terenie miasta.
W 2007 r. na terenie miasta została utworzona Specjalna strefa ekonomiczna – podstrefa Tarnobrzeskiej Specjalnej Strefy Ekonomicznej Euro-Park Wisłosan (58,18 ha, głównie tereny w PDP, ok. 53,2 ha i PNDP, ok. 5 ha).

### Gospodarka komunalna
Działające od 1991 r. Przedsiębiorstwo Energetyki Cieplnej (PEC) posiada:
- Ciepłownię Centralną o łącznej mocy ponad 156,5 MW (6 kotłów wodnych – 5 typu WR-25-013 o mocy 29 MW i 1 typu WR-10-011 o mocy 11,63 MW), uzyskiwane z miału węglowego,
- Elektrociepłownię Gazową o mocy cieplnej 22,4 MW i elektrycznej 14,6 MW.

Przedsiębiorstwo Wodociągów i Kanalizacji (PWiK) od 1991 posiada 3 ujęcia wody (Sekuła I 360 m³/h, Sekuła II 590 m³/h, Ujrzanów 200 m³/h) z 35 studni głębinowych, 3 stacje uzdatniania wody, oczyszczalnię ścieków poddaną gruntownej modernizacji i rozbudowie w latach 1992–1996, oraz sieć wodociągów i kanalizacji obejmującą całe miasto i przyległe wsie.
Przedsiębiorstwo Usług Komunalnych (PUK) powstałe w 1991 r. z przekształcenia Przedsiębiorstwa Gospodarki Komunalnej w Siedlcach w jedno- osobową spółkę, zajmuje się: zarządzaniem nieruchomościami (wspólnot mieszkaniowych, wspólnot mieszkaniowych z udziałem własności komunalnej, komunalnymi zasobami mieszkaniowymi), usługami komunalnymi i technicznymi (wywóz odpadów stałych i płynnych, oczyszczanie ulic i placów w tym zimowe utrzymanie dróg, usługi transportowe oraz dystrybucja pojemników na odpady stałe), utrzymaniem terenów zieleni (pielęgnacja, konserwacja i modernizacja terenów zieleni, w tym cmentarnych).
Zakład Utylizacji Odpadów (ZUO) utworzony został w 1999 r. przez Miasto Siedlce, Gminę Suchożebry i Przedsiębiorstwo Usług Komunalnych w Siedlcach, podstawowym przedmiotem działalności spółki jest wywóz odpadów segregowanych, usługi sanitarne i pokrewne, badania i analizy techniczne, działalność w zakresie architektury i inżynierii oraz sprzedaż hurtowa odpadów i złomu. W sierpniu 2007 r. oddano do użytku nowoczesną sortownię odpadów w Suchożebrach.
Siedleckie Towarzystwo Budownictwa Społecznego (STBS) jest spółką utworzoną w 1997 r. przez Miasto Siedlce, jej zadaniem jest finansowanie budownictwa czynszowego w co najmniej 30% kosztów własnych i do 70% kosztów z preferencyjnego kredytu ze środków Krajowego Funduszu Mieszkaniowego udzielonego przez Bank Gospodarstwa Krajowego. Środki własne STBS to głównie kapitał zakładowy, partycypacja w kosztach budowy osób prawnych, fizycznych i zakładów pracy oraz kaucje przyszłych najemców.
Transport zbiorowy na terenie miasta zapewnia miejska spółka MPK Siedlce Sp. z o.o.

### Budżet miasta
W budżecie na 2017 r. wydatki samorządu Siedlec mają wynieść 439,5 mln zł, a dochody 460 mln zł. Zadłużenie samorządu według danych z końca 2016 r. wynosi 50,4% wysokości wykonywanych dochodów.
W 2017 r. największe wydatki to inwestycje w dziedzinie: oświata i edukacja (39,04%), wsparcie rodzin (17,78%), transport i łączność (7,08%), pomoc społeczna (4,7%), kultura fizyczna i sport (4,02%), gospodarka mieszkaniowa (3,48%), gospodarka komunalna i ochrona środowiska (3,23%), obsługa długu publicznego (2,4%) oraz pozostałe wydatki (33,77%).
Ogółem inwestycje mają wynieść około 46,8 mln zł, a to 10,66% budżetu miasta.

### Handel
W Siedlcach jest pierwsze i największe w całym Subregionie Siedleckim Centrum Handlowo-Rozrywkowe Galeria Siedlce, Centrum Handlowe Arche oraz 9 domów handlowych.

## Transport
Miasto jest znaczącym węzłem komunikacyjnym, gdzie krzyżują się dwie drogi krajowe, trzy wojewódzkie oraz 3 linie kolejowe. Około 3,5 km od centrum miasta przebiega autostrada A2 (obecnie jedynie w kierunku Warszawy).

### Publiczny transport zbiorowy
Transport publiczny na terenie miasta Siedlce i wybranych miejscowości na terenie niektórych gmin powiatu siedleckiego (Kotuń, Mokobody, Mordy, Siedlce, Skórzec, Suchożebry, Zbuczyn) zapewnia miejski przewoźnik MPK Siedlce Sp. z o.o. Posiada on 35 linii dziennych i dwie okresowe (na czas Wszystkich Świętych i Dni Siedlec). Linie obsługuje 43 autobusy, większość z nich to niskopodłogowe MAN-y i Volvo. W 2011 r. ogłoszono przetarg na jeden nowy, niskopodłogowy autobus. Ponadto Siedlce otrzymają dofinansowanie na zakup 11 nowych autobusów oraz modernizację 22 wiat przystankowych. W lipcu 2024 roku miasto ogłosiło przetarg na dostawę 14 sztuk autobusów elektrycznych. Rozstrzygnięcie przetargu miało miejsce w ostatnim miesiącu roku, w rezultacie pojazdy pojawią się dzięki wyborze firmy Busnex, która w swoim asortymencie posiada "elektryki" chińskiego producenta Yutong. Realizacja jest kompleksowa, ponieważ siedlecki przewoźnik będzie miał niezbędną infrastrukturę do ładowania akumulatorów.

### Autobusowe przewozy dalekobieżne
Za autobusowe przewozy międzymiastowe oraz na terenie powiatu siedleckiego odpowiada PKS Siedlce S.A. Zapewnia on regularne połączenia autobusowe międzymiastowe z Garwolinem, Janowem Podlaskim, Korczewem, Łosicami, Mińskiem Mazowieckim, Stoczkiem Łukowskim, Warszawą. Przedsiębiorstwo wykonuje również przewozy turystyczne w kraju i za granicą. Posiada 7 licencji na przewozy międzynarodowe. Oprócz siedleckiego PKS-u obecnie na terenie miasta komunikację zapewniają m.in. PKS "SOKOŁÓW" w Sokołowie Podlaskim SA, PKS Łuków, PKS Łosice.

### Przewoźnicy prywatni
W Siedlcach i okolicy działa kilkunastu drogowych przewoźników prywatnych obsługujących regularne linie pasażerskie. Umożliwiają oni dojazd do takich miejscowości jak Brześć, Biała Podlaska, Garwolin, Korczew, Lublin, Łuków, Łosice, Międzyrzec Podlaski, Mińsk Mazowiecki, Sokołów Podlaski, Stoczek Łukowski, Warszawa, Węgrów i in. Główny przystanek komunikacji prywatnej w Siedlcach znajduje się przy ulicy H. Sienkiewicza (pod budynkiem „Mars”) obok dworca PKS Siedlce. Niektórzy przewoźnicy odjeżdżają też z przystanków przy ul. Armii Krajowej i dworcu PKP.

### Transport drogowy

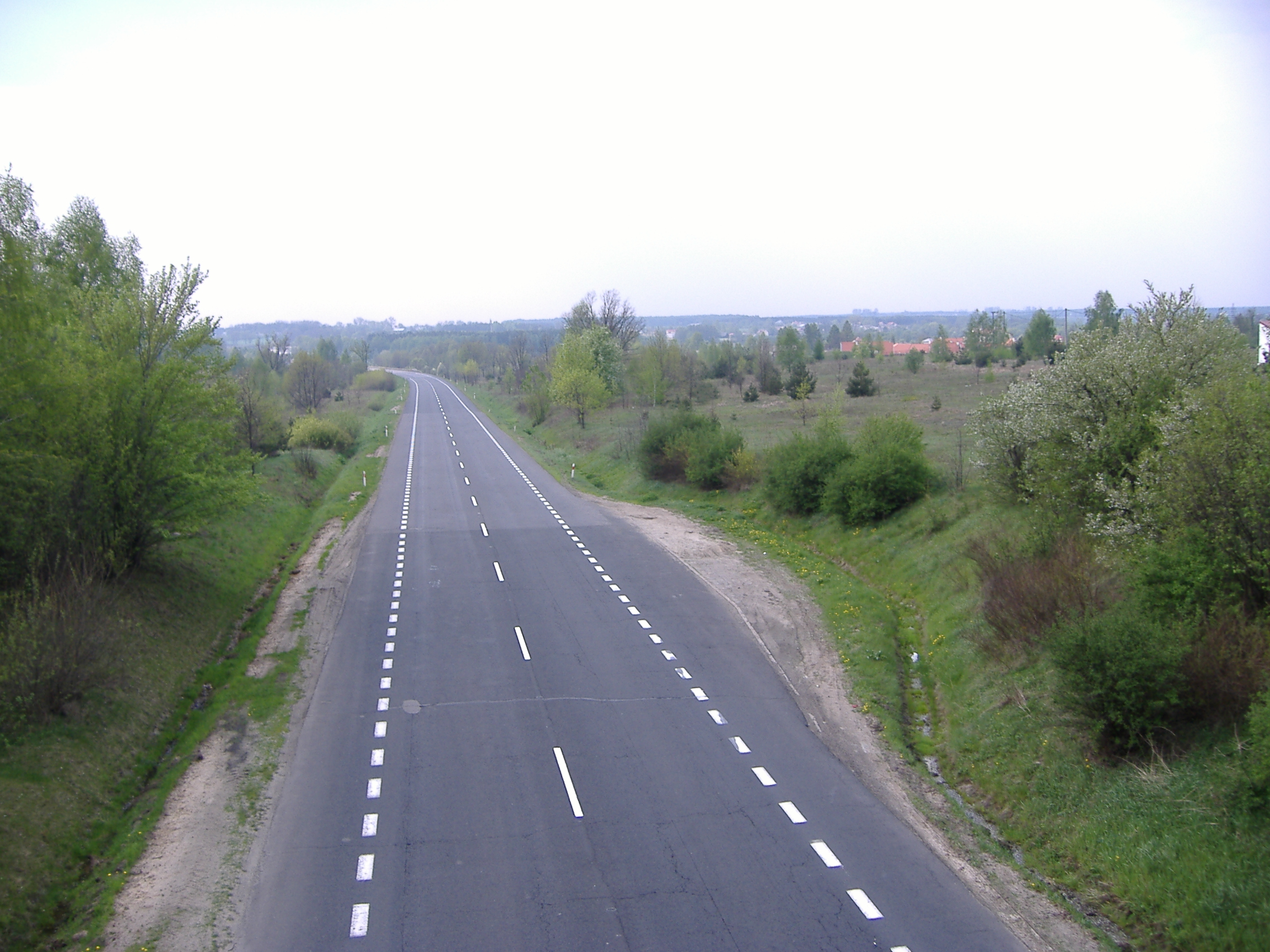
Droga krajowa nr 2 przebiegająca przez Sekułę w Siedlcach

Lista dróg przechodzących przez miasto:
- A2 / 2E30  [Autostrada A2 / DK2 (E30): granica państwa – Świecko – Poznań – Warszawa – Terespol – granica państwa
- 63 Droga krajowa nr 63: granica państwa – Perły – Giżycko – Pisz – Łomża – Zambrów – Siedlce – Radzyń Podlaski – Sławatycze – granica państwa
- 698 Droga wojewódzka nr 698: Siedlce – Łosice – Terespol
- 803 Droga wojewódzka nr 803: Siedlce – Stoczek Łukowski

### Transport kolejowy
W mieście znajduje się stacja kolejowa przez którą przechodzą trzy linie:
- 2 Warszawa Zachodnia – Terespol,
- 31 Siedlce – Siemianówka,
- 55 Sokołów Podlaski – Siedlce (zamknięta dla ruchu pasażerskiego).

### Transport lotniczy
W 2014 r. przy ul. Józefa Poniatowskiego 26 oddano do użytku sanitarne lądowisko helikopterów.

## Edukacja

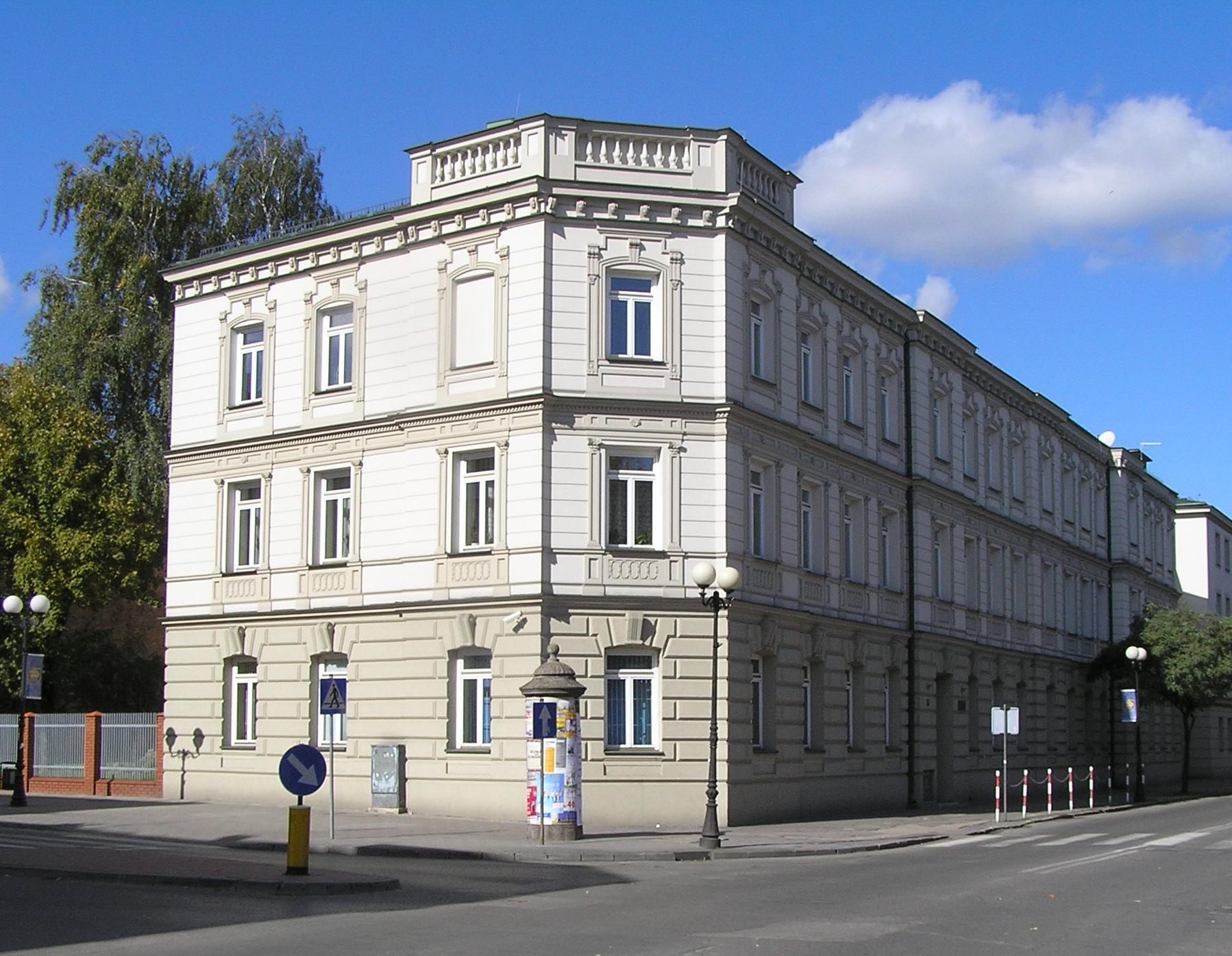
I Liceum Ogólnokształcące im. Bolesława Prusa

W mieście działają 32 przedszkola (15 miejskich, 17 niepublicznych), 12 szkół podstawowych, 4 licea ogólnokształcące oraz 6 zespołów szkół ponadpodstawowych i 2 szkoły wyższe (Uniwersytet w Siedlcach, Akademia Nauk Stosowanych Mazovia (dawniej Collegium Mazovia Innowacyjna Szkoła Wyższa, wcześniej Wyższa Szkoła Finansów i Zarządzania), a dawniej również Nauczycielskie Kolegium Języków Obcych oraz Zamiejscowy Wydział Administracji Uniwersytetu w Białymstoku). Istnieje również Państwowa Szkoła Muzyczna (I i II stopnia) oraz Specjalny Ośrodek Szkolno-Wychowawczy oraz Żłobek Miejski.

## Kultura

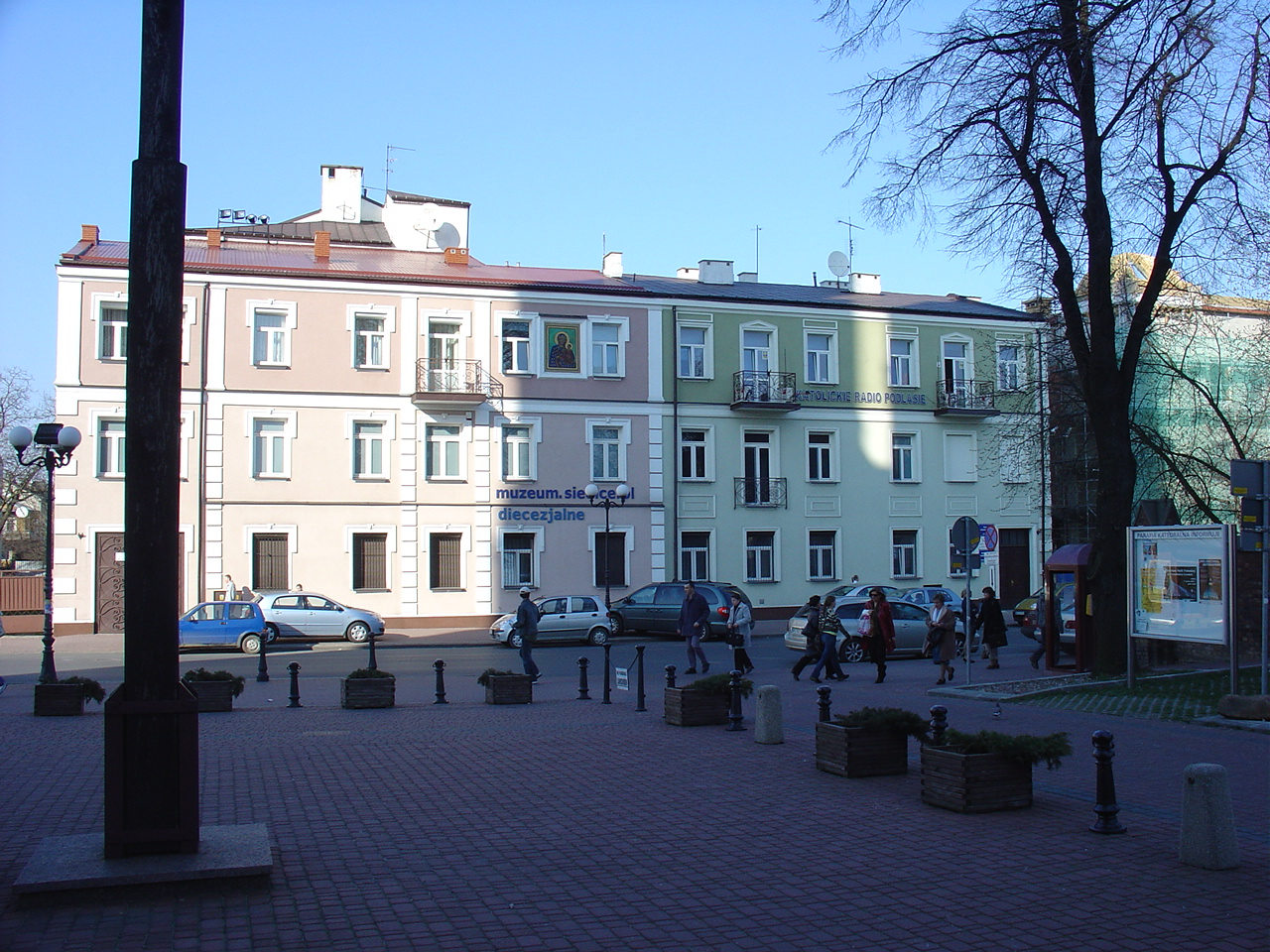
Muzeum Diecezjalne

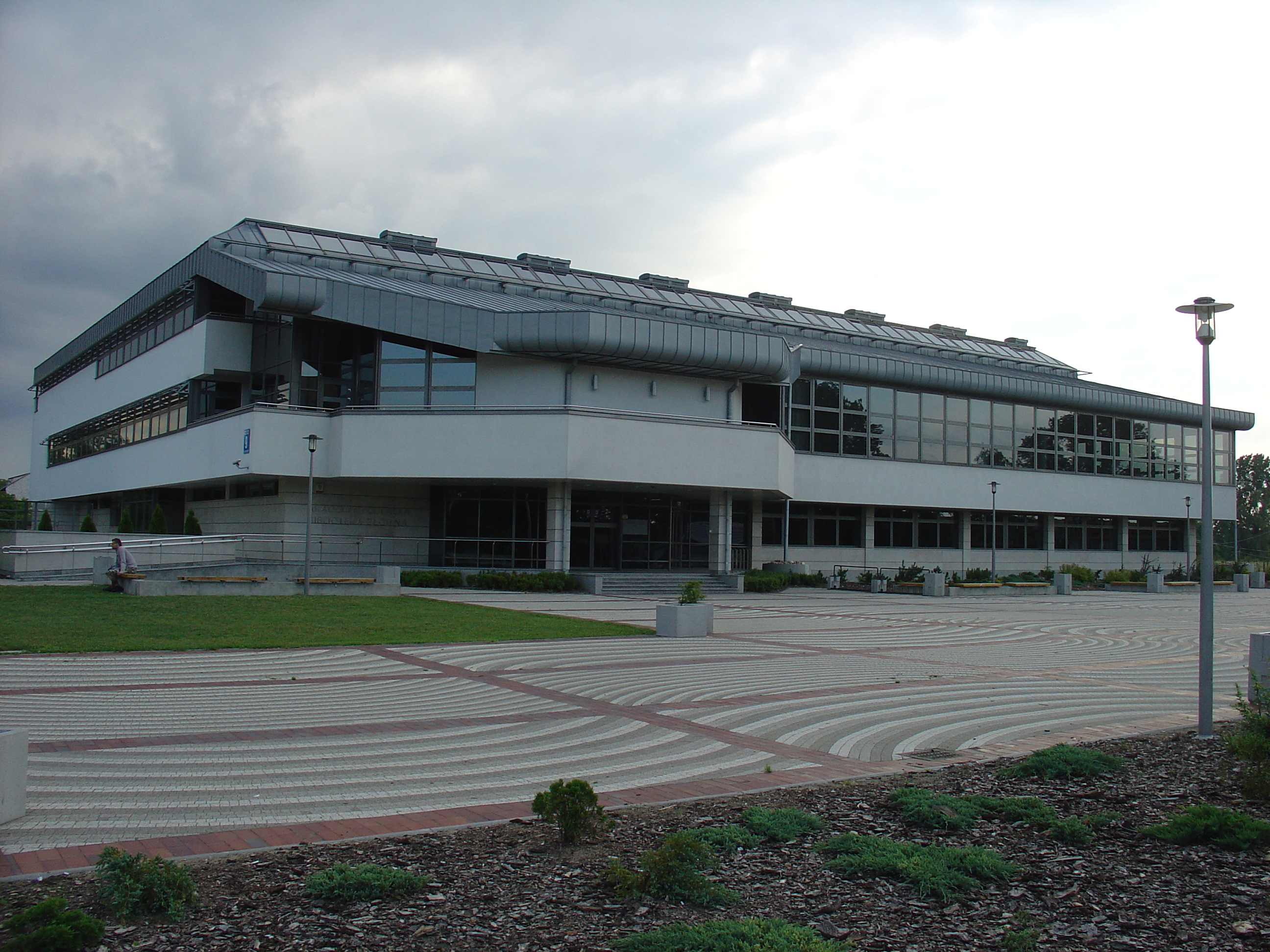
Biblioteka Główna UwS

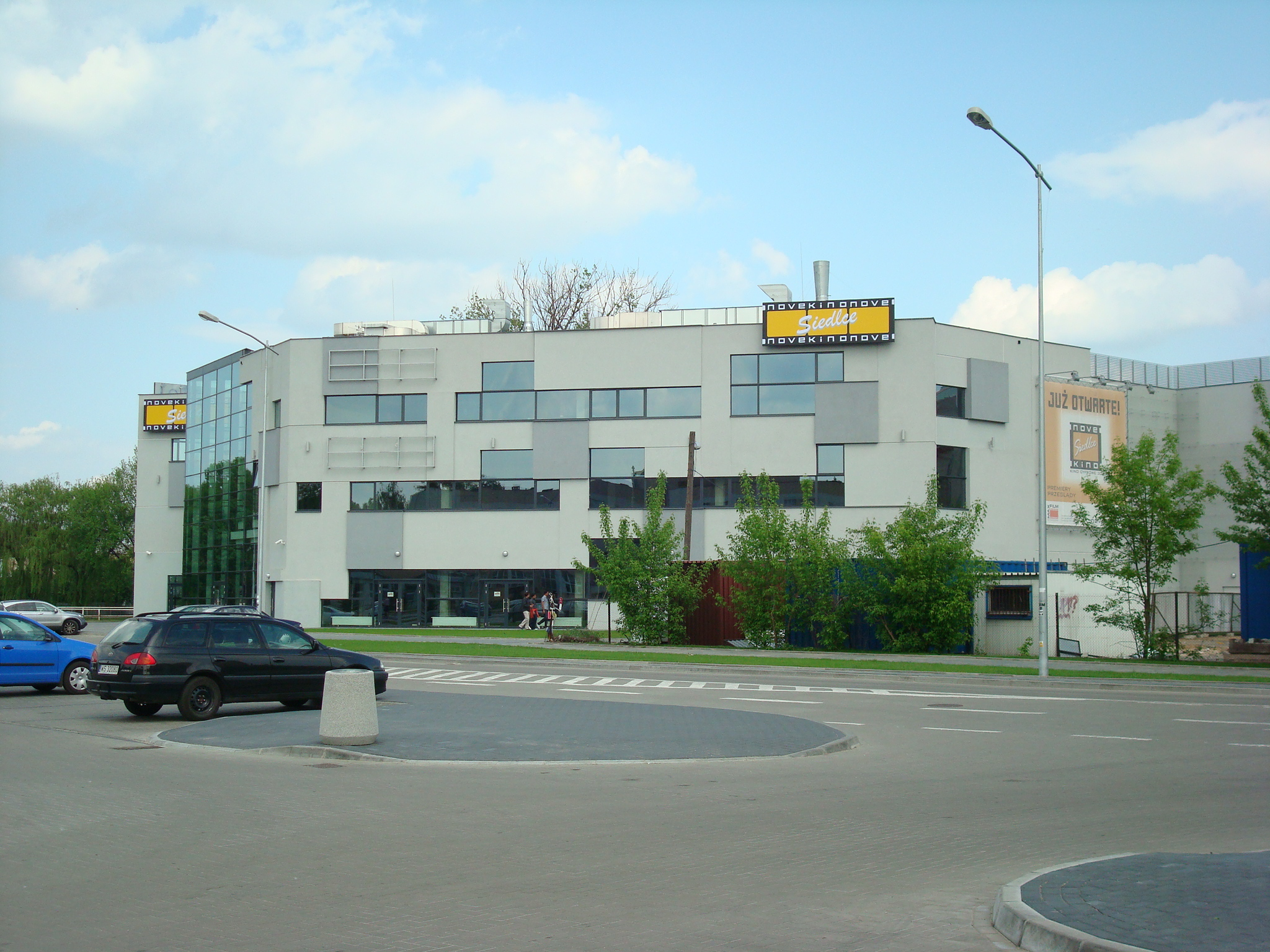
Nove Kino Siedlce

W mieście znajduje się jedyny w Polsce obraz przypisywany El Grecowi – Ekstaza świętego Franciszka.
Miasto jest ponadlokalnym ośrodkiem kulturalnym, odbywają się festiwale, wystawy, koncerty o wymiarze ogólnopolskim.
W mieście działają trzy muzea: regionalne, diecezjalne i Jana Pawła II, oraz trzy niezależne od siebie publiczne biblioteki: Miejska Biblioteka Publiczna, Biblioteka Główna Uniwersytetu w Siedlcach, Pedagogiczna im. Heleny Radlińskiej.
W Siedlcach działa kino wielosalowe sieci Novekino.
W mieście działa też wiele grup artystycznych: formacje taneczne: LUZ i Caro Dance oraz Chór Miasta Siedlce i Teatr ES ZPiT Chodowiacy im. Alicji Siwkiewicz.

### Kina
- Novekino 4 sale; 905 miejsc
- Helios 5 sal; 1133 miejsc (Galeria Siedlce)

Kina obecnie nieczynne:
- Kino Podlasie
- Kino Centrum
- Kino Sojusz
- Kino Odrodzenie

### Teatry
- CKiS im. Andrzeja Meżeryckiego – Scena Teatralna Miasta Siedlce; 408 miejsc

### Imprezy cykliczne
- Dni Siedlec
- Bieg Jacka[29]
- Jarmark Św. Stanisława w Siedlcach
- Dni z Doradztwem Rolniczym
- Wiosna w polu i w ogrodzie
- Miss ziemi Siedleckiej
- Festiwal Malwy
- Festiwal Inicjatyw Kulturalnych SUMMERTIME
- Międzynarodowy Festiwal Standardów Jazzowych
- Festiwal Literatury Kobiet „Pióro i Pazur”
- Międzynarodowy Festiwal Pieśni, Tańca i Folkloru
- Ogólnopolski Konkurs Poetycki „Człowiek – Dobro – Piękno”
- Mazowiecki Festiwal Piosenki o Zdrowiu
- Rock Open Air Festival
- Hosanna Festival -Ogólnopolski festiwal piosenki chrześcijańskiej
- Mrowisko. Zlot Pojazdów Zabytkowych

### Grupy artystyczne
- Formacja Taneczna „Caro Dance”
- Formacja Taneczna „Luz”
- Formacja Taneczna „TrueHardSquad Siedlce”
- Chór Miasta Siedlce
- Orkiestra Symfoniczna Miasta Siedlce[30]
- Chłopięco-Męski Chór Pueri Cantores Podlachienses
- Zespół Pieśni i Tańca Ziemi Siedleckiej im.Alicji Siwkiewicz „Chodowiacy”
- Teatr ES
- Zespoły muzyczne: PodobaMiSię (reggae/ska), Vibrant (hellrock), Upstream (rock), Norvid,

- a także liczne grupy literackie i zespoły folklorystyczne działające na terenie miasta

### Grupy teatralne
- Teatr ES
- Teatr Aluzja
- Teatr Studencki CHWILA
- Teatr FANUM
- Teatr Dziecięcy Dramma-Mia

## Media
Na terenie miasta działa lokalna telewizja (TV Wschód, w ramach telewizji kablowej Vectra S.A.), a także siedlecka telewizja internetowa SiedlceTV.pl oraz rozgłośnia radiowa Radio Eska Siedlce, Radio dla Ciebie, Katolickie Radio Podlasie. Mają tu swoje redakcje: Kurier Mazowiecki (TVP3 Warszawa).

### Telewizja
- TV Wschód – program lokalny Telewizji Kablowej Vectra S.A. – kanał 33, Kanał 140
- TV Powiat – internetowa telewizja lokalna, skupiająca się na tematyce nie tylko miasta, ale i całego powiatu siedleckiego
- SiedlceTV.pl – internetowa telewizja siedlecka

### Radio
Rozgłośnie nadawane z Siedlec:
- Katolickie Radio Podlasie – 101,7 MHz
- Polskie Radio Program I – 88,3 MHz
- Polskie Radio Program II – 94,6 MHz
- Polskie Radio Program III – 90,5 MHz
- Program IV Polskie Radio 24 – 97,4 MHz
- Polskie Radio Kierowców – MHz
- Radio Eska z programami lokalnymi – 96,8 MHz
- Radio VOX FM – 91,3 MHz
- Polskie Radio RDC z programami lokalnymi – 103,4 MHz
- Polskie Radio Białystok – 104.1 MHz
- Radio Zet – 105,4 MHz
- Radio Maryja – 97,8 MHz, 107,7 MHz
- Polskie Radio Chopin
- Polskie Radio Dzieciom
- Radio Kolor
- Radio Niepokalanów
- Siedlce Radio Mazowiecki Radio SRM - MHz

### Prasa
- Tygodnik Siedlecki – gazeta lokalna, wydawana od 1983 roku
- Życie Siedleckie – tygodnik, ukazuje się od 2001 roku
- Echo Katolickie
- Prestiż Magazyn Lokalny
- Nasze Miasto wydanie Siedlce
- Gazeta Wyborcza, wydanie stołeczne (obejmujące Siedlce)
- Gazeta Ogłoszeniowa
- Kurier Siedlecki – bezpłatny miesięcznik wydawany przez UM
- Gazeta Siedlecka – bezpłatny tygodnik
- Info Siedlce – bezpłatny tygodnik
- Kultura Siedlecka – bezpłatny miesięcznik kulturalny
- Gazeta Targowa
- Siedlecki Nieregularnik Literacki
- Czuwajka
- Nasz Przewodnik[31]

## Portale internetowe
- spin.siedlce.pl[32] (Siedlecki Portal Informacyjny)
- podlasie24.pl[33] (Regionalny Portal Informacyjny – Katolickie Radio Podlasie)
- sportsiedlce.pl[34] (Siedlecki Portal Sportowy)
- siedlcenews.pl[35] (Siedlecki Portal Informacyjny)

## Sport i rekreacja

### Agencja Rozwoju Miasta

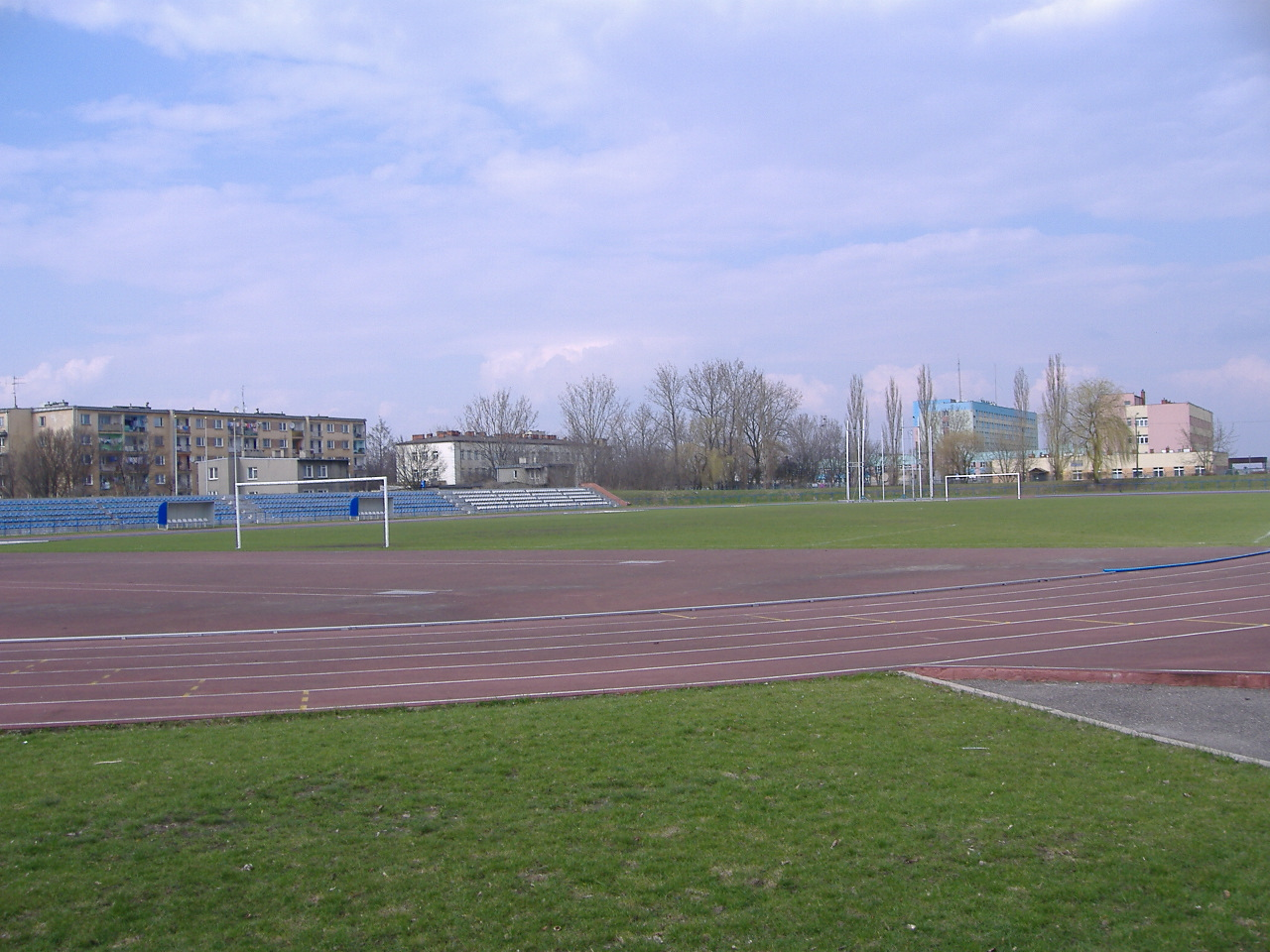
Stadion lekkoatletyczny w Siedlcach

Administrowaniem obiektów sportowych w mieście Siedlce (m.in. stadionem piłkarskim, lekkoatletycznym, halą sportową czy w sezonie zimowym sztucznym lodowiskiem) od 2007 r. zajmuje się Agencja Rozwoju Miasta Siedlce (do 2012 roku Ośrodek Sportu i Rekreacji), który powstał z inicjatywy UM Siedlce i przejął je od MKS Pogoń Siedlce.

#### Kompleks sportowy na siedleckich Błoniach
W skład kompleksu sportowego docelowo mają wchodzić:
- stadion piłkarski
- aquapark
- hala widowiskowo-sportowa

Wiosną 2010 r. rozpoczęła się budowa nowego stadionu, mieszczącego się na siedleckich Błoniach przy ul. Północnej. Stadion został zbudowany w ramach projektu budowy Regionalnego Ośrodka Sportu, Rekreacji, Rehabilitacji i Turystyki. Oficjalne wmurowanie aktu erekcyjnego nastąpiło 24 czerwca 2010 r. I etap budowy zakończył się 11 czerwca 2011 r. uroczystym otwarciem stadionu.
W ramach projektu zostały wykonane: zadaszona trybuna na ok. 3 tys. widzów, 6 boisk treningowych, w tym dwa z trybunami na 300 i 400 miejsc, parkingi na 289 pojazdów (I etap).
W 2011 r. rozpoczęto prace związane z budową aquaparku, który według planów miał być gotowy na zimę 2012/2013.
W 2016 r. oddano do użytku nowy hotel oraz postawiono 4 maszty oświetleniowe na stadionie.
W kolejnym okresie budowy ROSRRiT mają zostać wykonane pozostałe 3 trybuny na ok. 5 tys. widzów, hala widowiskowa dla 2000 widzów.

#### Obiekty sportowe przy ul. Prusa
W skład Ośrodka Sportu znajdującego się przy ul. Bolesława Prusa 6 wchodzą:
- Stadion lekkoatletyczny
- Hala sportowa
- Sztuczne lodowisko (poza sezonem rolkowisko)
- Siłownia
- Sala tenisa stołowego
- Korty tenisowe
- Skateplaza

### Kryta pływalnia
W mieście istnieją dwie kryte pływalnie. W Parku Wodnym Siedlce znajduje się basen sportowy o wymiarach 25 × 21 m z ośmioma torami pływackimi, a także basen do nauki pływania, basen rekreacyjny, brodzik dla dzieci, jacuzzi, zjeżdżalnie wodne.
Druga kryta pływalnia z basenem dł. 25 m, mieści się ona przy SP nr 8 im. ks. kard. St. Wyszyńskiego.

### Kluby sportowe
Siedleckie kluby sportowe i prowadzone przez nie sekcje:
- Aeroklub Siedlecki – motolotniarstwo, paralotniarstwo
- AZS Akademia Podlaska – lekkoatletyka
- Gladiator Siedlce – kick-boxing
- KS Mazowsze Siedlce – piłka nożna
- MKK Siedlce – koszykówka (kobiety)

- MKP Pogoń Siedlce – piłka nożna

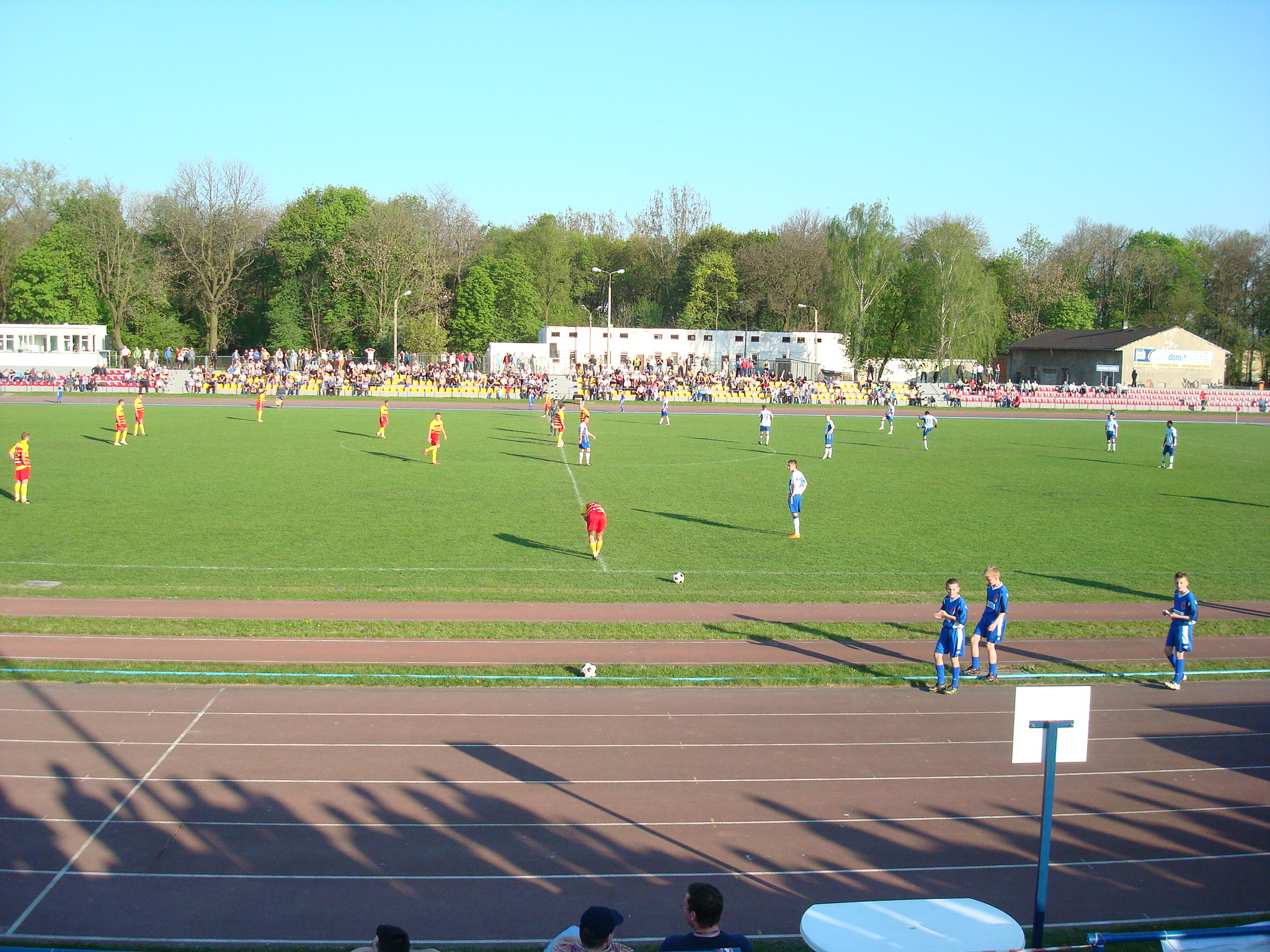
Mecz towarzyski MKP Pogoń Siedlce – Jagiellonia Białystok (28.04.2009)

- MKS Pogoń Siedlce – rugby, lekkoatletyka, tenis stołowy, radioorientacja sportowa
- WKS Piechur Siedlce – piłka nożna
- KPS Siedlce – siatkówka
- SKK Siedlce – koszykówka (mężczyźni)
- Skoczek Siedlce – szachy
- SKSS Dragon – strzelectwo
- STH Siedlce – hokej na lodzie
- TKKF Siedlce – kick-boxing
- UKS Dwójka – tenis ziemny
- UKS Prus – piłka ręczna (mężczyźni)
- UKS Rawa Siedlce – biegi narciarskie
- WLKS Siedlce – lekkoatletyka, podnoszenie ciężarów, zapasy
- SKSE – Siedlecki Klub Sportów Ekstremalnych (Deskorolka, BMX, Parkour)

## Wspólnoty wyznaniowe

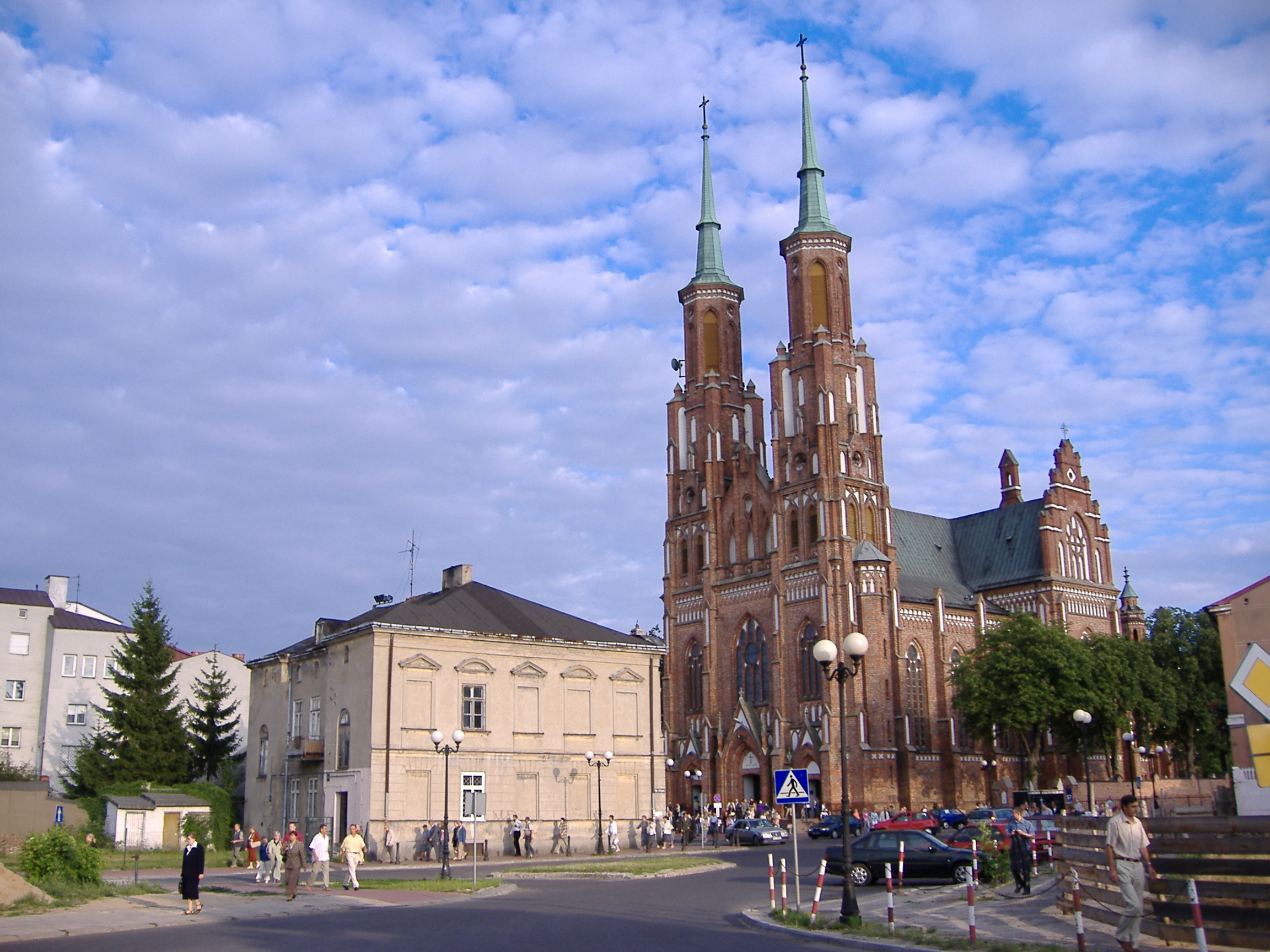
Katedra Niepokalanego Poczęcia Najświętszej Maryi Panny

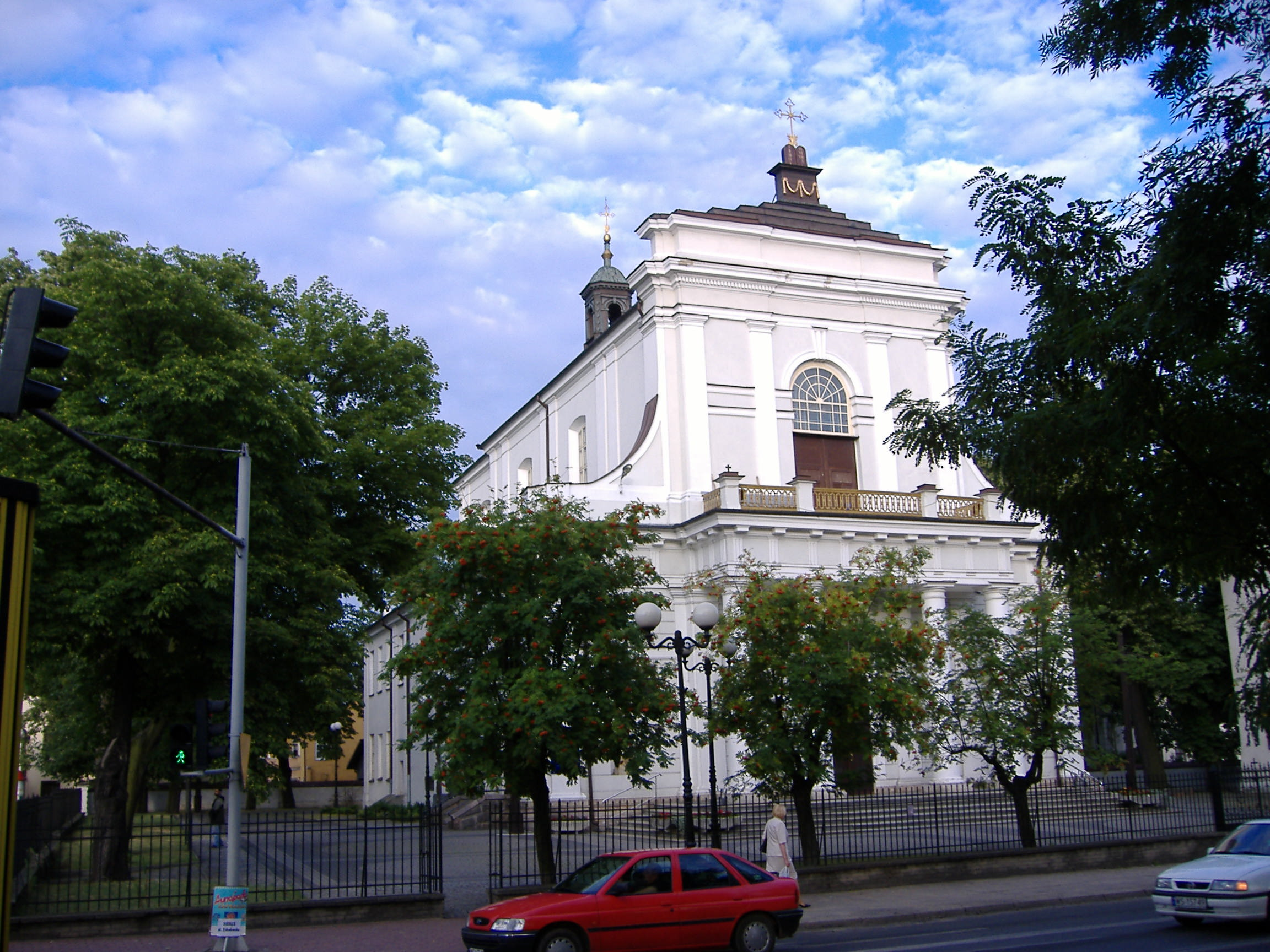
Kościół św. Stanisława

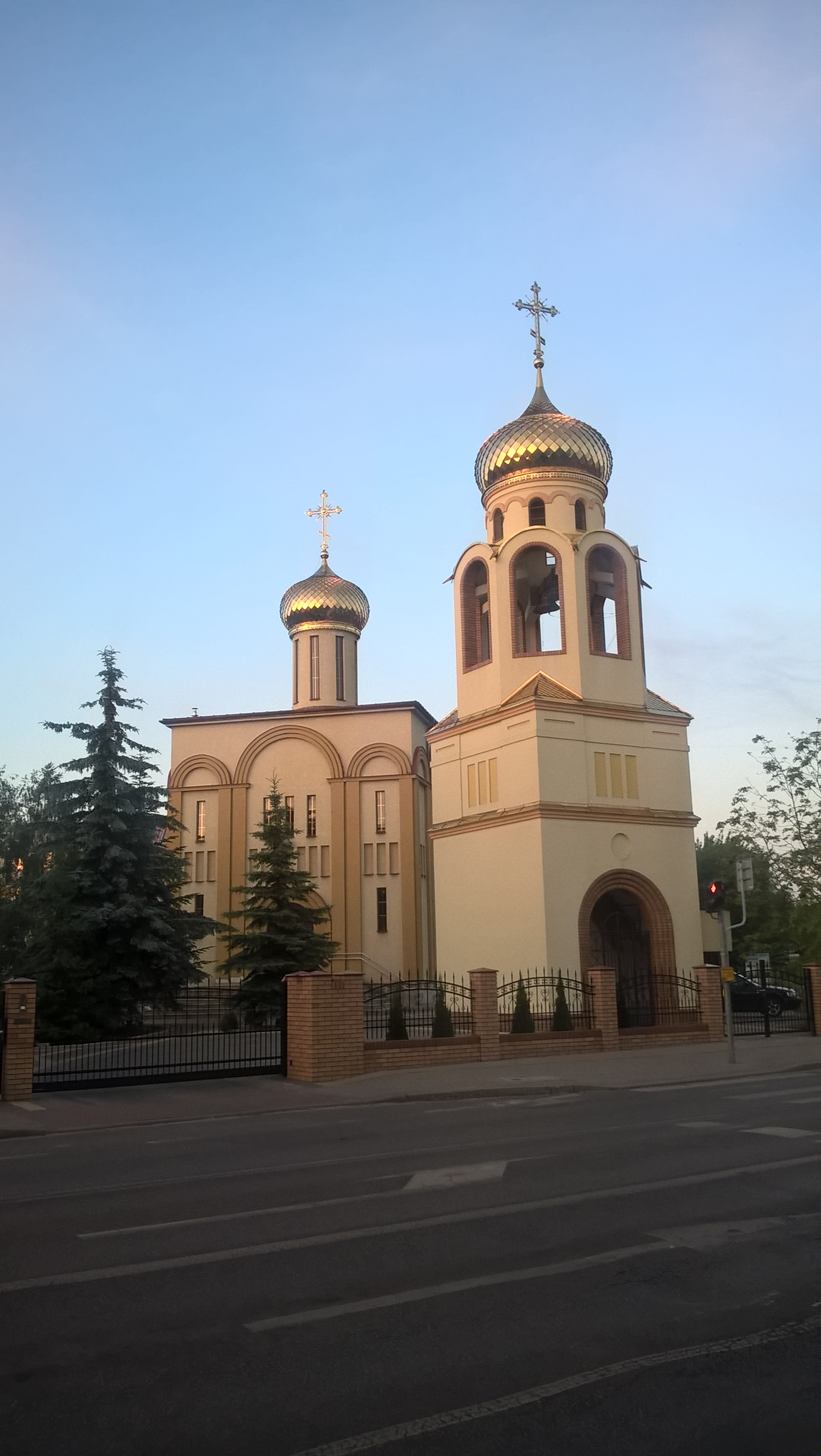
Cerkiew prawosławna Świętej Trójcy

Miasto jest siedzibą rzymskokatolickiej diecezji siedleckiej. Na terenie Siedlec funkcjonuje dekanat siedlecki z 10 parafiami rzymskokatolickimi (11 kościołów, w tym kościół garnizonowy), parafia prawosławna, kilka wspólnot protestanckich oraz dwa zbory Świadków Jehowy.

### Katolicyzm
Kościół rzymskokatolicki

- parafia Bożego Ciała (kościół Bożego Ciała)[38]
- parafia Błogosławionych Męczenników Podlaskich (kościół bł. Męczenników Podlaskich)[38]
- parafia Ducha Świętego (kościół Ducha Świętego)[38]
- parafia Miłosierdzia Bożego (kościół Miłosierdzia Bożego)[38]
- parafia wojskowa Najświętszego Serca Pana Jezusa (kościół garnizonowy Najświętszego Serca Pana Jezusa)[39]
- parafia katedralna Niepokalanego Poczęcia Najświętszej Maryi Panny (Katedra Niepokalanego Poczęcia NMP)[38]
- parafia św. Jana Pawła II (kościół św. Jana Pawła II)[38]
- parafia św. Józefa (kościół św. Józefa)[38]
- parafia św. Maksymiliana Marii Kolbego (kościół św. Maksymiliana)[38]
- parafia św. Stanisława Biskupa Męczennika (kościół św. Stanisława BM)[38]
- parafia św. Teresy od Dzieciątka Jezus (kościół św. Teresy od Dzieciątka Jezus)[38]

### Prawosławie
Polski Autokefaliczny Kościół Prawosławny
- Cerkiew Świętej Trójcy (parafialna)[40]

### Protestantyzm
Kościół Adwentystów Dnia Siódmego
- Zbór Kościoła Adwentystów Dnia Siódmego w Siedlcach[41]

Kościół Boży w Chrystusie
- Chrześcijańska Wspólnota „Jozue”[42]

Kościół Boży w Polsce
- Kościół Boży „Betezda” w Siedlcach[43]

Kościół Ewangelicznych Chrześcijan
- Zbór Kościoła Ewangelicznych Chrześcijan w Siedlcach[44]

Kościół Jezusa Chrystusa Wiary Chrześcijańskiej
- Zbór Kościoła Jezusa Chrystusa Wiary Chrześcijańskiej w Siedlcach

Kościół Zielonoświątkowy
- Zbór Kościoła Zielonoświątkowego w Siedlcach[45]

### Świadkowie Jehowy
Świadkowie Jehowy

- dwa zbory: Siedlce–Północ, Siedlce–Południe (wraz z grupą języka migowego), Sala Królestwa[46][47]

### Zgromadzenia zakonne
Zakony i zgromadzenia żeńskie
- Albertynki
- Benedyktynki Sakramentki
- Orionistki
- Faustynki
- Służebniczki
- Zgromadzenie Sióstr Pasjonistek świętego Pawła od Krzyża

Zakony i zgromadzenia męskie
- Franciszkanie Konwentualni
- Oblaci

## Administracja

### Urzędy i instytucje

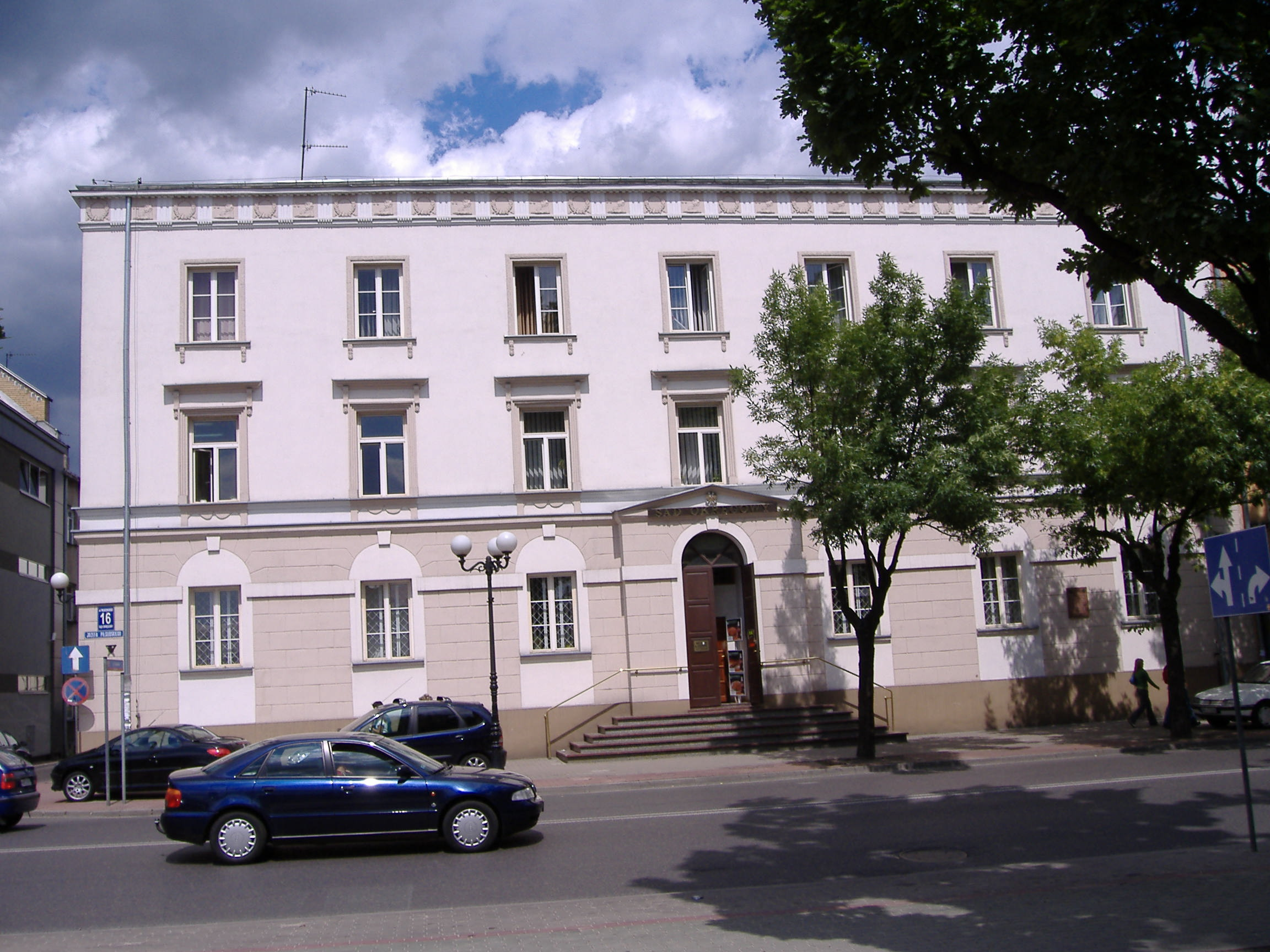
Sąd Okręgowy w Siedlcach

W Siedlcach znajduje się wiele instytucji publicznych o zasięgu subregionalnym. Są to:
- delegatura Urzędu Wojewódzkiego,
- delegatura Krajowego Biura Wyborczego
- Wojewódzki Ośrodek Ruchu Drogowego (WORD),
- oddział Państwowej Inspekcji Pracy,
- filia Wojewódzkiego Urzędu Pracy,
- Sąd i Prokuratura Okręgowa,
- Wojewódzka Inspekcja Weterynaryjna,
- delegatura Inspekcji Farmaceutycznej,
- delegatura Inspekcji Handlowej,
- oddział Regionalnej Izby Obrachunkowej,
- oddział ZUS,
- Placówka Terenowa KRUS,
- delegatura Mazowieckiego oddziału NFZ,
- Urząd Celny.

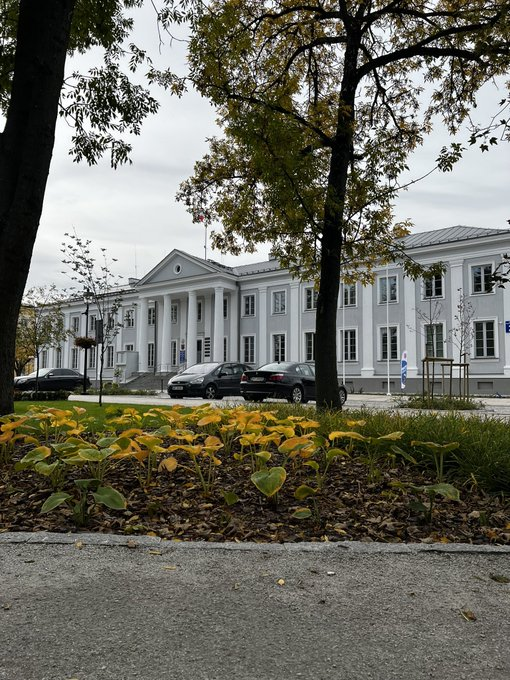
Urząd Miasta Siedlce

Z granicami powiatu nie pokrywa się także zasięg:
- Sądu i Prokuratury Rejonowej,
- Wojskowej Komendy Uzupełnień,
- Nadleśnictwa Siedlce.
- Wydział Zamiejscowy Okręgowego Urzędu Miar w Warszawie, z Pracownią Dużych Wzorców Masy - umożliwiającą sprawdzanie wag samochodowych o udźwigu do 60 000 kg[49],

Znajdują się tutaj wszelkie instytucje powiatowe:
- Starostwo Powiatowe,
- Komenda Miejska Państwowej Straży Pożarnej,
- Sanepid,
- Powiatowy Urząd Pracy,
- Urząd Skarbowy,
- rejonowy oddział Generalnej Dyrekcji Dróg Krajowych i Autostrad.

Do instytucji o mniejszym zasięgu należą:
- Urząd Miasta Siedlce,
- Urząd Gminy Siedlce.

### Podział administracyjny

#### Osiedla

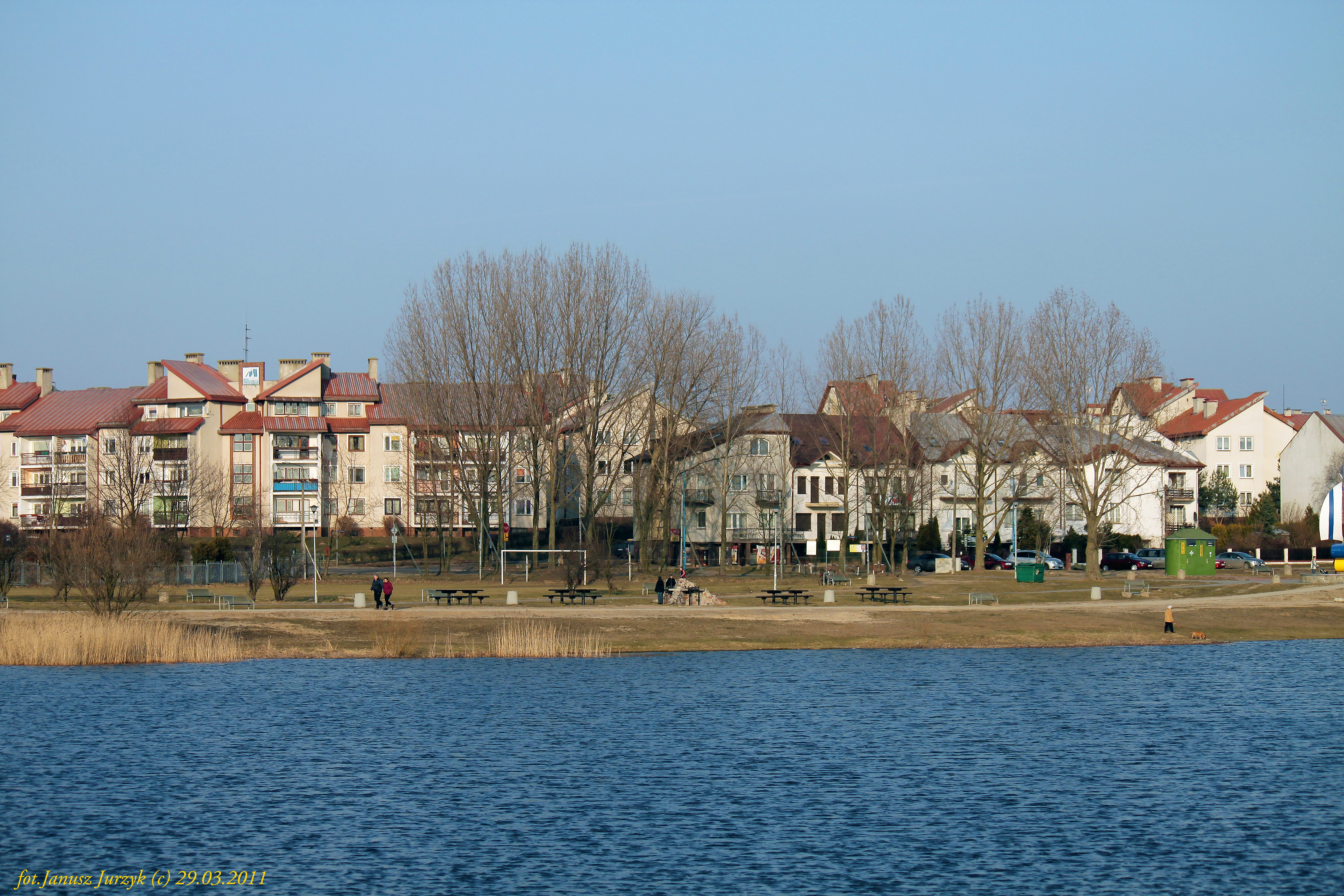
Os. Nad Zalewem

- Osiedle Błonie
- Osiedle Czerwonego Krzyża
- Osiedle Młynarska
- Osiedle Nad Zalewem
- Osiedle Nowy Świat
- Osiedle Ogrody
- Osiedle Orlicz-Dreszera
- Osiedle Panorama
- Osiedle Reymonta
- Osiedle Roskosz
- Osiedle Rynkowa
- Osiedle Skarpa
- Osiedle Sulimów
- Osiedle Topolowa
- Osiedle Tysiąclecia
- Osiedle Warszawska
- Osiedle Wyszyńskiego
- Osiedle Żwirowa
- Osiedle Żytnia

## Bezpieczeństwo

### Ochrona zdrowia

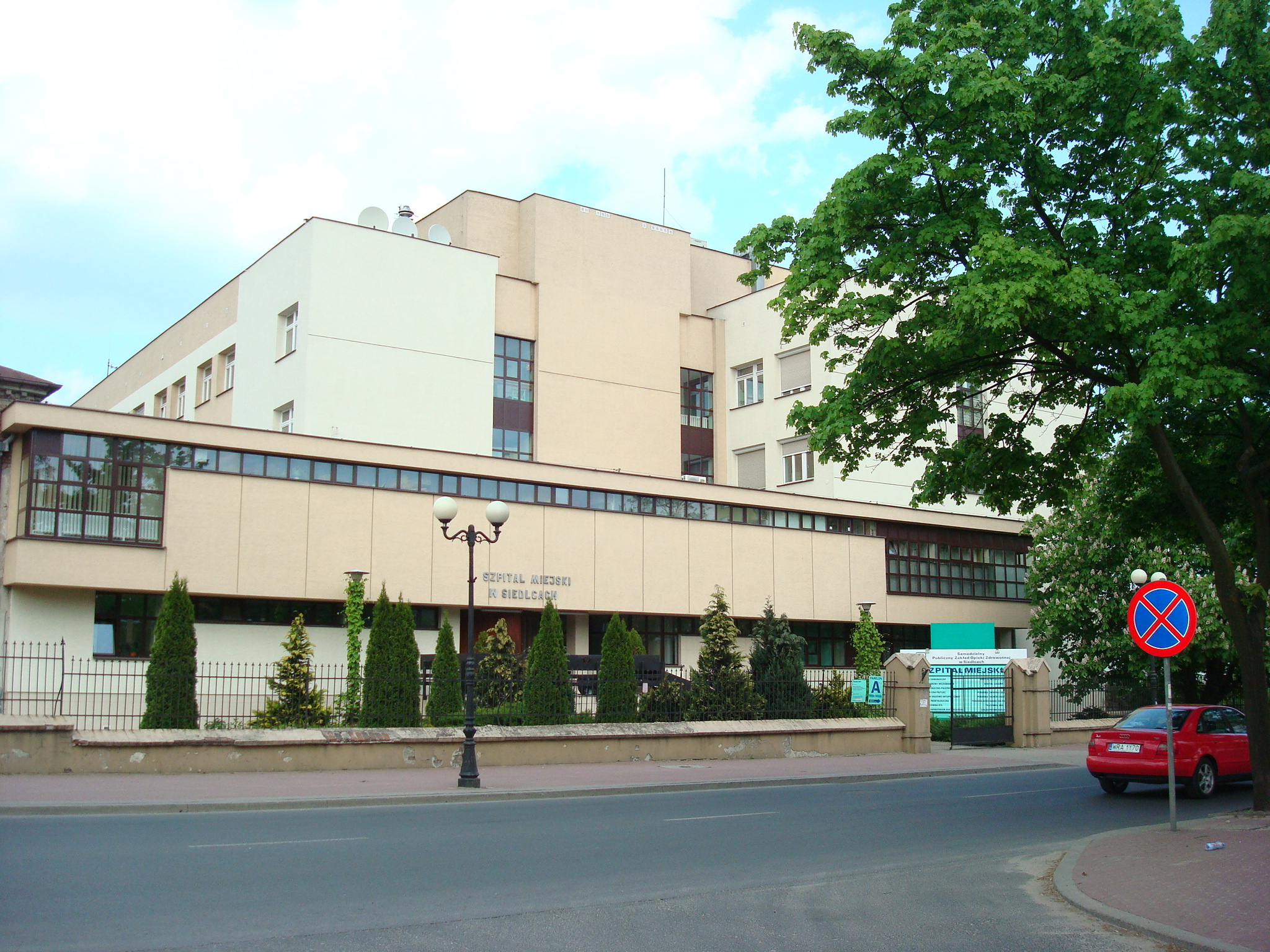
Szpital Miejski w Siedlcach

Na terenie miasta działają dwa szpitale (Miejski, Wojewódzki), oraz 5 przychodni specjalistycznych. Poza tym na terenie miasta działa poliklinika MSWiA, prywatne przychodnie oraz 27 aptek.

### Służby mundurowe

#### Siły Zbrojne RP
Aktualnie
- 18 Dywizja Zmechanizowana im. Generała broni Tadeusza Buka
- 18 Batalion Dowodzenia
- Wojskowa Komenda Uzupełnień w Siedlcach
- pododdziały 1 Brygady Pancernej

W przeszłości
- 1 Siedlecki Batalion Rozpoznawczy (rozformowany w 2011 r.)
- 9 Brygada Zmechanizowana (lata 90 XX w.)
- 25 Dywizja Piechoty (LWP) (PRL)
- 22 Pułk Piechoty (II RP) (II RP)
- 9 Pułk Artylerii Ciężkiej (II RP) (II RP)
- 9 Pułk Artylerii Lekkiej (II RP) (II RP)

#### Policja
Na terenie miasta znajduje się Komenda Miejska Policji, z siedzibą na ul. Starowiejskiej 66. Siedlecka komenda podlega Komendzie Wojewódzkiej Policji z siedzibą w Radomiu. Struktura komendy obejmuje 7 wydziałów oraz 5 samodzielnych zespołów. W skład Wydziału Prewencji wchodzą m.in. 2 Rewiry Dzielnicowych. Komenda Miejska Policji w Siedlcach swoim zasięgiem służbowym obejmuje oprócz miasta Siedlce, 13 gmin powiatu siedleckiego. Na terenie trzech miejscowości gminnych tj. w Mordach, Mokobodach i Skórcu swoje siedziby mają komisariaty Policji. W miejscowości Zbuczyn znajduje się Posterunek Policji podlegający bezpośrednio Komisariatowi Policji w Mordach.

#### Straż Miejska
W mieście istnieje także Straż Miejska, która dysponuje 20 strażnikami oraz 3 radiowozami, w jej kompetencji jest obsługa miejskiego systemu monitoringu (11 kamer)

#### Państwowa Straż Pożarna
Siedlecka straż pożarna ma długą tradycję i historię, powstała bowiem 1 października 1877 r. Przez lata w Siedlcach działała zarówno straż zawodowa, jak i ochotnicza. Dziś za ochronę przeciwpożarową i ratownictwo w mieście Siedlce oraz powiecie siedleckim odpowiada Komenda Miejska Państwowej Straży Pożarnej w Siedlcach znajdująca się przy ulicy Czerwonego Krzyża 45, w skład której wchodzą:
- Jednostka Ratowniczo-Gaśnicza nr 1,
- Jednostka Ratowniczo-Gaśnicza nr 2 przy ul. Składowej 7G (dawna straż kolejowa).

KM PSP w Siedlcach jest organizatorem na terenie powiatu siedleckiego Krajowego Systemu Ratowniczo – Gaśniczego (KSRG) do którego przynależą 23 jednostki Ochotniczej Straży Pożarnej (OSP). Służbę w komendzie pełni 130 funkcjonariuszy PSP (strażaków) w systemie zmianowym i codziennym. Na wyposażeniu siedleckiej komendy znajduje się nowoczesny, specjalistyczny sprzęt ratowniczo-gaśniczy, w tym drabina mechaniczna SCD40 MAGIRUS, 25 metrowy podnośnik SH25 MAN, ciężki samochód ratownictwa technicznego SCRt RENAULT KERAKS, ciężki samochód ratownictwa drogowego SCRd MEGACITY VOLVO, średni samochód ratownictwa chemicznego SRchem IVECO, 3 średnie samochody ratowniczo-gaśnicze marek MAN i MERCEDES, 2 ciężkie samochody gaśnicze marek MAN i SCANIA, jeden lekki samochód ratownictwa technicznego SLRt MERCEDES, samochód kwatermistrzowski SCKw SCANIA, pojazdy rozpoznawczo-ratownicze SLRr TOYOTA, FORD, ISUZU i administracyjne, oraz przyczepy pompowe i agregaty. W strukturze komendy funkcjonują 2 pododdziały Centralnego Odwodu Operacyjnego kraju ze specjalistyczną grupą ratownictwa chemiczno-ekologicznego SIEDLCE 6 oraz specjalistyczną grupą ratownictwa wysokościowego SIEDLCE 7. Koordynacją działań ratowniczych zajmuje się Stanowisko Kierowania Komendanta Miejskiego wspólnie z dyspozytornią pogotowia ratunkowego MUW. Rozpoznawaniem zagrożeń pożarowych i innych miejscowych oraz nadzorem nad przestrzeganiem przepisów przeciwpożarowych zajmuje się sekcja kontrolno-rozpoznawcza. Średnia liczba zdarzeń usuwanych w ciągu roku przez jednostki ratowniczo gaśnicze komendy miejskiej wynosi ok. 2200 zdarzeń.

## Nadajniki RTV
- RON EmiTel ul. Błonie, 52°10′14″N 22°16′47″E
- Budynek Urzędu Wojewódzkiego ul. Piłsudskiego 38, 52°10′05″N 22°16′37″E
- Komin PEC ul. St. Starzyńskiego Połud.Dzieln.Przemysłowa (155+58 m n.p.m.) 22°18′26″E 52°09′40″N
- RTCN EmiTel Chotycze k. Łosic (185+300 m n.p.m.) 22°47′05″E 52°11′16″N

## Mieszkańcy
W 1889 w mieście tym urodził się Bernard Goldstein, polski żyd, pisarz i jeden z liderów lewicowej żydowskiej partii Bund (partia).

## Miasta partnerskie
| Miasto         | Kraj     | Rok podpisania umowy |
| -------------- | -------- | -------------------- |
| Pescantina     | Włochy   | 1993                 |
| Dasing         | Niemcy   | 1998                 |
| Wołkowysk      | Białoruś | 2000                 |
| Sabinov        | Słowacja | 2001                 |
| Rejon wileński | Litwa    | 2002                 |
| Berdyczów      | Ukraina  | 2005                 |

W 2022 roku, w związku z agresją Rosji na Ukrainę, Siedlce zerwały trwającą od 2008 roku współpracę z rosyjskim miastem Kirow.